# سلطانیه
شهر سُلطانیه، یکی از مناطق تاریخی و پراهمیت استان زنجان، در فاصله ۴۳ کیلومتری از شهر زنجان قرار دارد. این شهر به دلیل وجود گنبد سلطانیه و مجموعه‌ای از آثار باستانی ارزشمند، به‌عنوان یکی از مراکز برجسته گردشگری استان زنجان و کشور شناخته می‌شود.
انتقال پایتختی امپراتوری عظیم ایلخانی از شهرهای تبریز و مراغه به منطقه زنجان و شهر سلطانیه نقطه عطفی در تاریخ شهر سلطانیه است. با توسعه و آبادانی پرشتاب شهر سلطانیه در دوره سلطان محمد خدابنده، سلطانیه به یکی از بزرگ‌ترین و آبادترین شهرهای جهان تبدیل گردید. شهر سلطانیه شکوه و عظمت خود را تا پایان حکومت جلایریان (سال ۸۳۵ق) حفظ کرد، ولی بعد از لشکرکشی‌های تیمور گورکانی، به‌مرور شکوه و عظمت سلطانیه کاهش یافت.با وجود ویرانی‌ها و جنگ‌های دوره تیموری و افول شهر سلطانیه، این شهر تا دوران صفویه هنوز از عمده مناطق شهری و مرکز تجاری و اقتصادی آن دوران قلمداد می‌شد.
سلطانیه، به‌عنوان سومین پایتخت امپراتوری بزرگ ایلخانی پس از مراغه و تبریز، یکی از شهرهای تاریخی ایران با میراثی غنی محسوب می‌شود. این شهر دارای ۱۷ اثر تاریخی ثبت‌شده ملی است که قدمتی بین ۱۰۰ تا ۷۰۰ سال دارند. گنبد سلطانیه به‌عنوان نماد برجسته و مهم‌ترین یادگار از دوران شکوفایی این منطقه، جایگاه ویژه‌ای در تاریخ دارد و از شهرتی بین‌المللی برخوردار است. این منطقه، با مجموعه‌ای متنوع و ارزشمند از بناهای تاریخی، سالانه گردشگران بسیاری را از داخل و خارج کشور جذب می‌کند. از دیگر آثار برجسته سلطانیه می‌توان به آرامگاه ملاحسن کاشی، بنای چلبی اوغلی، ارگ تاریخی ایلخانی، قلعه نور و محوطه چمن سلطانیه اشاره کرد که هر یک بخش مهمی از هویت فرهنگی این شهر را نمایان می‌کنند.
گنبد سلطانیه، هفتمین اثر ایران ثبت‌شده در فهرست میراث جهانی یونسکو، یکی از برجسته‌ترین شاهکارهای معماری اسلامی به‌شمار می‌رود. این بنا، پس از کلیسای جامع مریم مقدس در فلورانس و مسجد ایا صوفیه در استانبولِِ، به‌عنوان سومین بنای بزرگ تاریخی جهان شناخته می‌شود و همچنین بزرگ‌ترین گنبد آجری دنیا است
منطقه سلطانیه از گذشته‌های دور، به‌واسطه موقعیت جغرافیایی برجسته و شرایط زیست‌محیطی مطلوب، همواره مکانی ایده‌آل برای فعالیت‌هایی همچون شکار، برگزاری اردوهای حکومتی و تجمع سپاهیان به‌شمار می‌رفته است. وجود مراتع سرسبز، علفزارهای گسترده، و منابع فراوان آب سطحی از عوامل کلیدی جذابیت این منطقه برای این منظور بوده‌اند. در سده ۱۳ هجری/۱۹ میلادی در جریان جنگ‌های اول و دوم ترکان قاجار و روس‌ها، چمن سلطانیه محل برگزاری مراسم سان ارتش ایران و پایگاه فرماندهی جنگ‌های ایران و روسیه بوده است. فتحعلی شاه قاجار بخش قابل توجهی از دوره سلطنت خود را به‌دلیل شرایط سیاسی آن دوران و جنگ‌های قاجارها و روس‌ها در سلطانیه سپری کرد.

## نام
بررسی‌های باستان‌شناسی و اکتشافات انجام‌شده در تپه تاریخی اطراف شهر سلطانیه نشان می‌دهد که دشت سلطانیه در پیش از تاریخ در دوره مفرغ قدیم مسکون بوده است و در دروه‌های تاریخی بعدی و حکومت‌های مادی، پارتی و ساسانی نیز مورد توجه قرار گرفته است.
دشت سلطانیه در قرن هشتم قبل از میلاد، محل اتراق و سکوت اقوام جنگجو ساگارتی بوده است و در دوره حکومت مادها از منطقه سلطانیه بانام «اریباد» یادشده است. در دوره امپراتوری اشکانیان، اقوام پارت این منطقه را به نام اولین پادشاه خود، «ارساس» نامیدند. قدیمی‌ترین نام سلطانیه احتمالاً «شرویاز» بوده است و در سلجوق‌نامه ظهیرالدین نیشابوری (متوفای ۵۸۲ ق) از سلطانیه با نام شرویاز یاد شده است. وی با اشاره به دشت سلطانیه دراین باره می‌نویسد «سلطان ارسلان ابن طغرل ابن محمد در سال ۵۶۲ق به مرغزار شرویاز وارد شد» در دوره حضور جنگویان مغول تاتار در این منطقه و دوران امپراتوری ایلخانان، این دشت را قنقور اولانگ (قونگقور اولانگ، قنغرالان، قنغرالام) به معنی شکارگاه شاهین می‌نامیدند. در دوره‌های تاریخی بعد، در دوران حکومت اولجایتو هشتمین سلطان ایلخانان با انتقال پایتختی از تبریز و مراغه به منطقه زنجان، شهر جدیدی با نام سلطانیه در منطقه شرویاز قدیم ایجاد گردید.
اعتمادالسلطنه در کتاب تطبیق لغات جغرافیای قدیم و جدید به تصحیح میرهاشم محدث، از سلطانیه با نام «نیز آگامپی» یاد می‌کند. این نام در کتیبه‌هایی که به شاهان آشوری منتسب است، برای اشاره به سلطانیه یا همان شرویاز ذکر شده است. با توجه به مطالب موجود در منابع تاریخی از جمله جامع‌التواریخ، تاریخ مبارک غازانی و دیگر آثار، مشخص می‌شود که شهری به نام شرویاز در کنار محل کنونی سلطانیه و پیش از احداث آن وجود داشته است و از اهمیت ویژه‌ای برخوردار بوده. مطابق روایت کتاب تاریخ مبارک غازانی، تمدن شرویاز حتی در دوران غازان خان نیز کماکان فعال بوده است.

## تاریخ
مطالعات منابع تاریخی نشان می‌دهد که منطقه سلطانیه، پیش از آنکه به عنوان پایتخت انتخاب شود، یک چمنزار گسترده بوده و عمدتاً به عنوان محل توقف و استراحت برای لشکریان و اردوگاه جنگجویان مغول مورد استفاده قرار می‌گرفته است با روی کار آمدن حکومت ایلخانی در آذربایجان و شهر تبریز، دشت سلطانیه به‌عنوان منطقه‌ای برای شکار و تفریح شاهان ایلخانی در فصل تابستان مورد استفاده قرار می‌گرفت. این دشت در زبان مغولی «ایقرئولن» نامیده می‌شد که به معنای چمنزار و شکارگاه شاهین استدشت سلطانیه با آب‌وهوایی خنک و سردسیر و اقلیمی استپی که پوشیده از مرغزارهای گسترده است، شباهت زیادی به زادگاه اصلی ایلخانان داشت. این منطقه به واسطه موقعیت استراتژیک خود، به‌ویژه قرار گرفتن میان مسیرهای عراق عجم و آذربایجان، از اهمیت ارتباطی و نظامی بالایی برخوردار بود اقلیم استپی، امکان دسترسی به مسیرهای ارتباطی شرق به غرب و آذربایجان، و همچنین نزدیکی به منطقه عراق عجم (مرکز ایران)، از جمله عواملی بوده‌اند که ساخت شهر سلطانیه و انتخاب آن به عنوان پایتخت امپراتوری ایلخانان را توجیه می‌کنند

قلمرو امپراتوری مغول و سپس تقسیم این امپراتوری

رشد و رونق شهر سلطانیه در دوران حکومت اولجایتو، هشتمین ایلخان امپراتوری مغول، شکل گرفت. اولجایتو از سال ۷۰۲ هجری قمری ساخت‌وساز این شهر را با جدیت آغاز کرد و برای تحقق این هدف، گروه‌های زیادی از هنرمندان، صنعت‌گران و بازرگانان را به این منطقه منتقل کرد. از آن زمان به بعد، این مکان به نام سلطانیه، به معنای محل اقامت شاه، شناخته شد.در سال ۷۱۳ هجری قمری، امپراتور ایلخانی اولجایتو به مناسبت تکمیل ساخت شهر و پایتخت جدید امپراتوری، جشنی باشکوه برگزار کرد و این شهر را سلطانیه نامید. با توجه خاصی که شاه به این شهر نشان داد، سلطانیه به سرعت پس از تبریز، به دومین شهر بزرگ و پرجمعیت ایران در دوران ایلخانی تبدیل شد

دورنمای گنبد سلطانیه - تیر ۱۳۸۷

اولجایتو فرمان داد بارویی به طول سی هزار گام ساخته شود و دستور داد تا درون این بارو، آرامگاهی باشکوه برای او بنا گردد. نتیجه این اقدام، ایجاد سازه‌ای بسیار مجلل بود که امروزه با نام گنبد سلطانیه شناخته می‌شود و به‌عنوان سومین گنبد بزرگ جهان شهرت دارد. برخی مورخان بر این باورند که انگیزه اولجایتو، امپراتور مغول، از ساخت چنین بنای عظیمی انتقال اجساد علی و حسین از آرامگاه‌هایشان به این مکان بود، اما به دلیل مخالفت عالمان دینی، از اجرای این تصمیم صرف‌نظر کرد
سلطانیه در دوران ایلخانان مغول تبدیل به یک اَبَرشهر جهانی و باشکوه گردید که با سرمایه عظیم امپراتوری ایلخانی و بزرگان لشکری و کشوری ایجاد گردید و به عنوان پایتخت و مرکز حیات سیاسی، اقتصادی، فرهنگی و اجتماعی امپراتوری مغول مورد توجه قرار گرفت و تا دوران صفویه نیز از عمده مناطق شهری و مرکز تجاری و اقتصادی آن زمان بود. بیشتر ساکنان پایتخت جدید امپراتوری ایلخانی را متصدیان حکومتی، نظامیان و لشگریان مغول و صنعتگران تشکیل می‌دادند و به مرور از ولایات و شهرهای دیگر امپراتوری، مردم با زبان‌ها و مذاهب مختلف به سلطانیه مهاجرت کردند و محله‌های مختلف شهر به مرور گسترش یافت و جمعیت شهر به شدت افزایش یافت. سلطانیه در مدت کوتاهی به سرعت توسعه و گسترش یافت و همتراز شهرهای بزرگ آن دوران مثل بغداد مرکز خلافت اسلامی گردید.

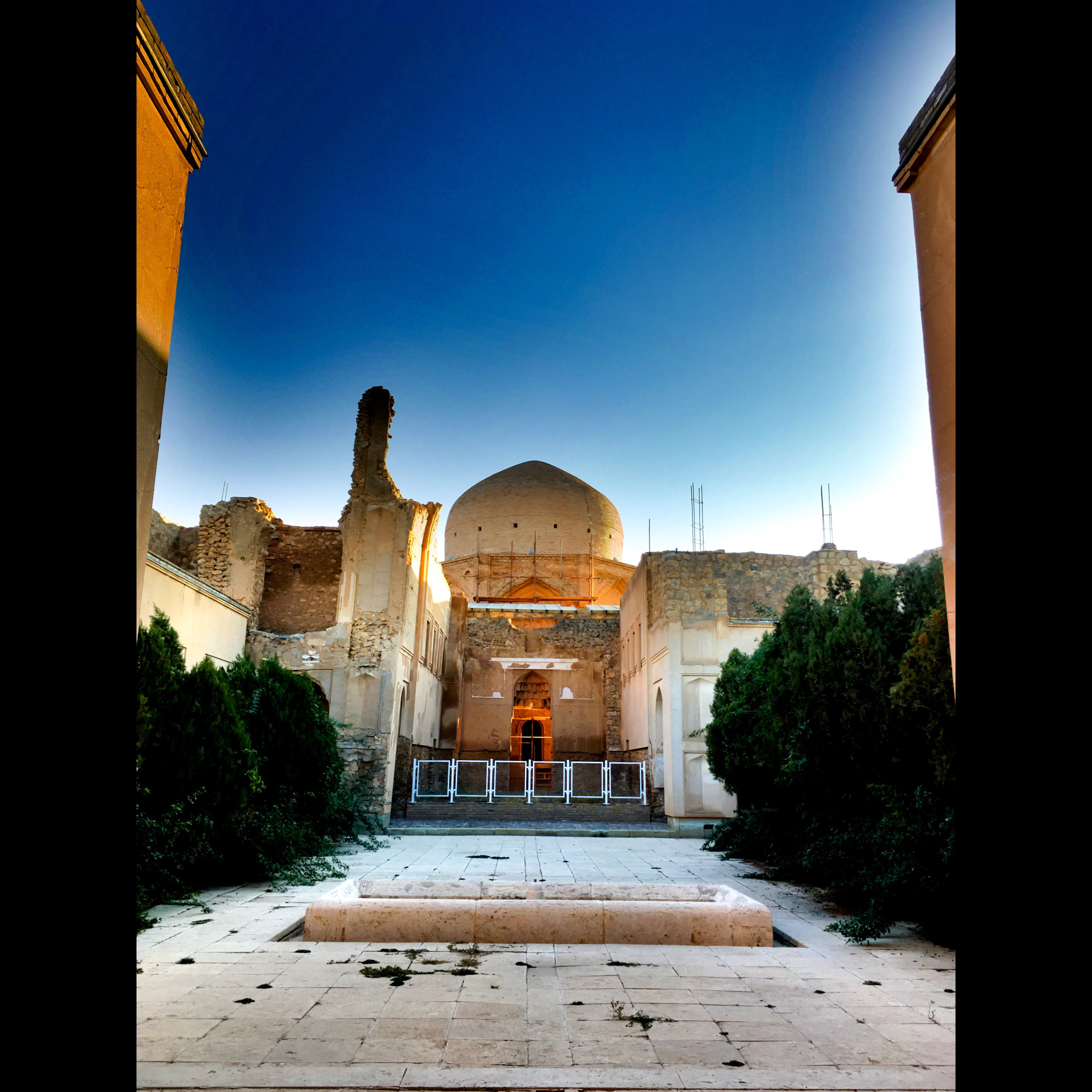
بنای تاریخی چلبی اوغلی در سلطانیه

سلطان اولجایتو و اندیشمندان عصر او با اقداماتی چون تأسیس مدارس شیعی، خانقاه چلبی‌اوغلو، تزئینات خاص گنبد سلطانیه با نام‌های ائمه شیعه و … برنامه‌ای بلندپروازانه را برای رقابت با شهرهای مذهبی عراق همچون حله و نجف آغاز کردند. تلاش برای انتقال آرامگاه امامان شیعه به سلطانیه نیز بخشی از این استراتژی برای ارتقای جایگاه مذهبی این شهر محسوب می‌شدمدارس شیعی سلطانیه نیز از شهرت خاصی برخوردار بوده‌اند؛ تا جایی که علامه حلی به دعوت سلطان اولجایتو در این شهر حضور یافت و مناظرات و مباحث علمی متعددی میان علمای فرقه‌های مذهبی مختلف با حضور سلطان، خصوصاً در مدرسه غیاثیه، برگزار می‌گردید.دیری نپایید که سلطانیه علاوه بر مرکزیت سیاسی و اقتصادی امپراتوری عظیم مغول، به یکی از مراکز علمی و فرهنگی جهان اسلام مبدل گردید و به محل تجمع اندیشمندان مسلمان تبدیل شد.
پس از بنیان‌گذاری سلطانیه در سال ۷۰۴ هجری قمری، این شهر به سرعت مرکز توجه مسیرهای تجاری قرار گرفت و به‌عنوان یکی از نقاط کلیدی حیات سیاسی، اقتصادی و فرهنگی عصر خود مطرح شد. موقعیت صنعتی و تجاری سلطانیه نیز از توصیفات تاریخی مشهود است؛ گزارش‌هایی از کارخانه‌های فردوس، مدرسه غیاثیه، قصرهای بزرگ، خانقاه چلبی‌اوغلو و محله‌های پرجمعیت، به وضوح اهمیت اقتصادی و فرهنگی این شهر را بازتاب می‌دهند.
به نوشته کلاویخو سلطانیه مرکز تجارت منطقه است و تجار از مناطق مختلف هندوستان، بلوچستان و افغانستان کالاهای خود را برای داد و ستد به سلطانیه می‌آورند، همچنین مروارید و سنگ‌های قیمتی از راه خلیج فارس به سلطانیه برده می‌شود و روابط اقتصادی این شهر تا ونیز دامه دارد. در این دوران سلطانیه با بازارهای بزرگ خود میعادگاه تجار و بازرگانان چینی و هندی و اروپایی است.

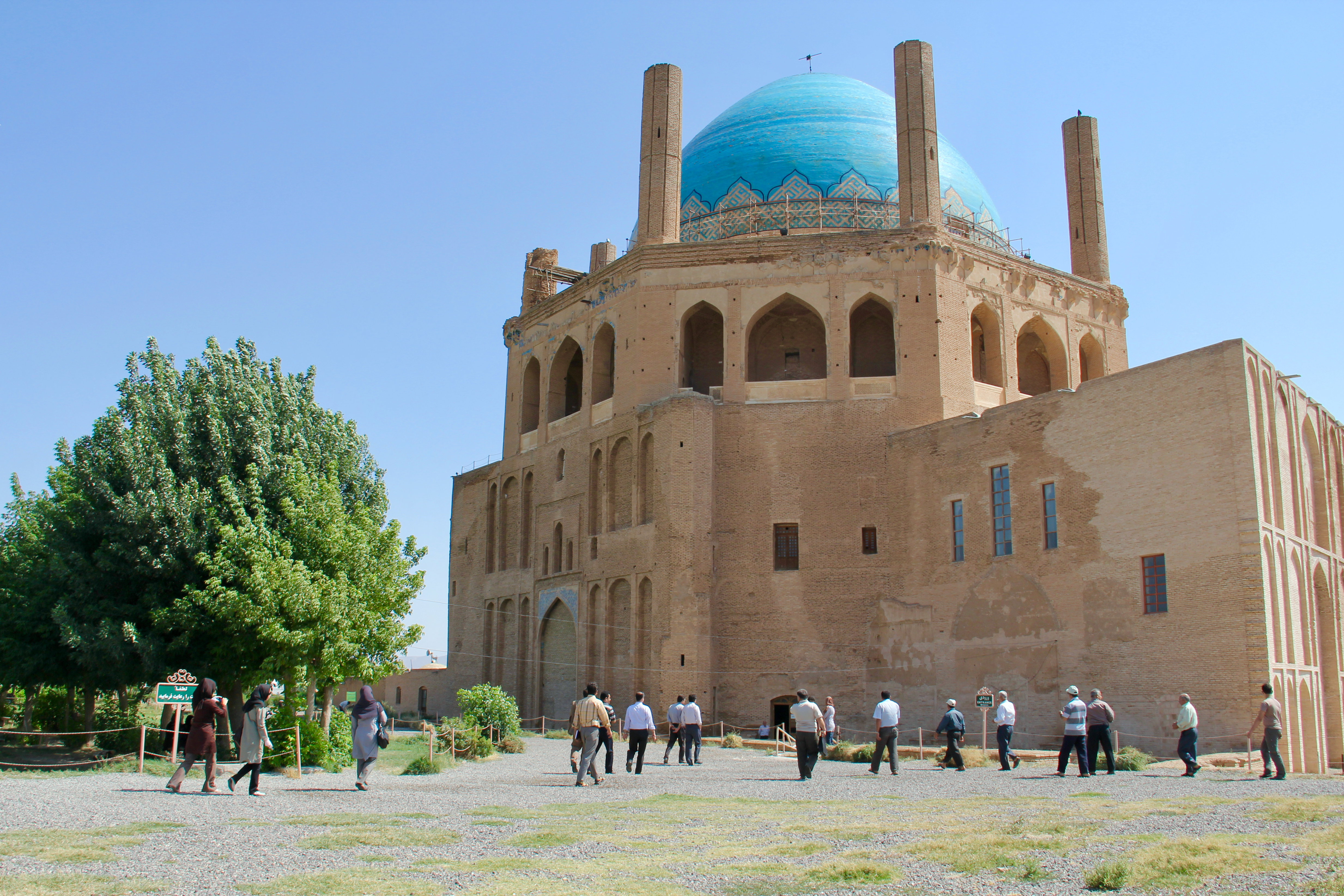
نمایی از مقبره سلطان محمد خدابنده الجایتو

بعد مرگ الجایتو و در دوران حکومت ابوسعید بهادر خان با دستور تاج‌الدین علیشاه بناهای مجلل در تبریز احداث گردید و شهر تبریز دوباره مورد توجه قرار گرفت. با مرگ ابوسعید در سال ۷۳۶ هجری قمری و افول قدرت ایلخانان، شهر سلطانیه اهمیت و شکوه خود را به مرور از دست می‌دهد و طی سالیان بعد با لشکرکشی‌های تیمور گورکانی بخش وسیعی از شهر به نابودی و غارت کشیده می‌شود.
در دوران ملوک‌الطوایفی پس از ایلخانان سلطانیه تحت سلطه آل جلایر و چوپانیان قرار گرفت. چوپانیان در مناطقی از آذربایجان، ارمنستان و شمال غرب ایران سکونت داشتند و تمرکز اصلی آن‌ها بر شهرهایی مانند سلطانیه و قزوین بود، در حالی که آل جلایر در عراق عرب مستقر شدند. در سال ۷۵۹ هجری قمری، سلطان اویس جلایری موفق شد مناطق تحت کنترل چوپانیان را به تصرف خود درآورد و حکومتی به سبک ایلخانان بنیان‌گذاری کند. او تبریز را به‌عنوان مرکز اقامت تابستانی و زمستانی خود انتخاب کرد، به همین دلیل سلطانیه اهمیت پیشین خود را از دست داد و مرکز حکومت‌های بعدی به تبریز انتقال یافت. پس از حمله تیمور و تخریب بخش زیادی از شهر روند مهاجرت معکوس از شهر چند برابر گردید و به مرور از جمعیت سلطانیه کاسته شد و در نهایت در دوره میرانشاه باقیمانده بناها و آثار امپراتوری ایلخانی تخریب گردید. با انقراض حکومت ایلخانان و تسخیر ایران به دست امیر تیمور گورکانی، سلطانیه محل حکومت میرانشاه گردید. در قرن نهم هجری در دوران گورکانیان، سلطانیه اهمیت و آبادانی خود را از دست داد و رشد و توسعه آن متوقف گردید.
کلاویخو، سفیر کاستیل در دربار تیمور که در ۸۰۵ق/۱۴۰۴م از این شهر دیدن می‌کند چنین می‌نویسد: «روز سه شنبه ۲۶ ژوئن نزدیک به ظهر سرانجام به شهر بزرگ سلطانیه رسیدیم و میرانشاه منتظرمان بود… شهر سلطانیه در دشت قرار گرفته و بارویی ندارد. در میان شهر قصر بزرگی است که از سنگ ساخته شده و دارای برجهای فراوان است. در هریک از این برجها یک توپ جای دارد. سلطانیه شهری است بسیار پر جمعیت ولی نه به بزرگی تبریز… به فاصله‌ای در بیرون شهر، قصر بزرگی است با حجره‌های بسیار که زمان‌های گذشته به دست یک خان ساخته شده که در آرامگاه بسیار باشکوهی در همین‌جا به خاک سپرده شده است. میرانشاه دستور داده بود این سازه را ویران کنند و نقش قبر کرده، جسد را بیرون بیاورند…»

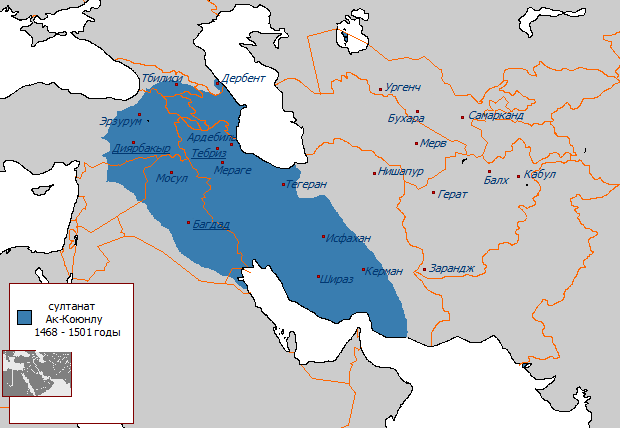
گستره مرزهای حکومت ترکان آق‌قویونلو

با مرگ شاهرخ تیموری، جهانشاه فرمانروای مقتدر قراقویونلوها، از اختلافات قدرت میان شاهزادگان تیموری بهره برد و در اولین گام سلطانیه و قزوین را به تصرف خود درآورد؛ او سپس با پیروزی‌های چشمگیر، بر بخش اعظم ایران سلطه یافت. جهانشاه در نبرد میان قره‌قویونلوها و آق‌قویونلوها جان خود را از دست داد. اوزون حسن توانست بخش‌های گسترده‌ای از ایران را به قلمرو خود بیفزاید و تبریز را به‌عنوان پایتخت انتخاب کند. به این ترتیب، شهر سلطانیه از نظر سیاسی اهمیت خود را از دست داد. تا اواخر قرن نهم، سلطانیه دیگر جایگاه پیشین خود را نداشت و بر اساس نوشته‌های سفیران ونیزی آن دوران، جمعیتی حدود ۶ تا ۷ هزار نفر در این شهر ساکن بودند که بیشتر شامل مردم بومی بود و فعالیت تجاری چندانی در آن صورت نمی‌گرفت.

در دوران صفویه، با وجود کاهش جایگاه و اهمیت پیشین شهر سلطانیه، همچنان به‌عنوان یکی از نقاط توقف مهم در مسیر تبریز به ییلاق‌های پادشاهان این سلسله شناخته می‌شد. در این دوره، جهانگردانی مانند اولئاریوس، شاردن، تاورنیه و دیگران از این شهر بازدید کرده و توصیفاتی دربارهٔ آن ارائه داده‌اند. 

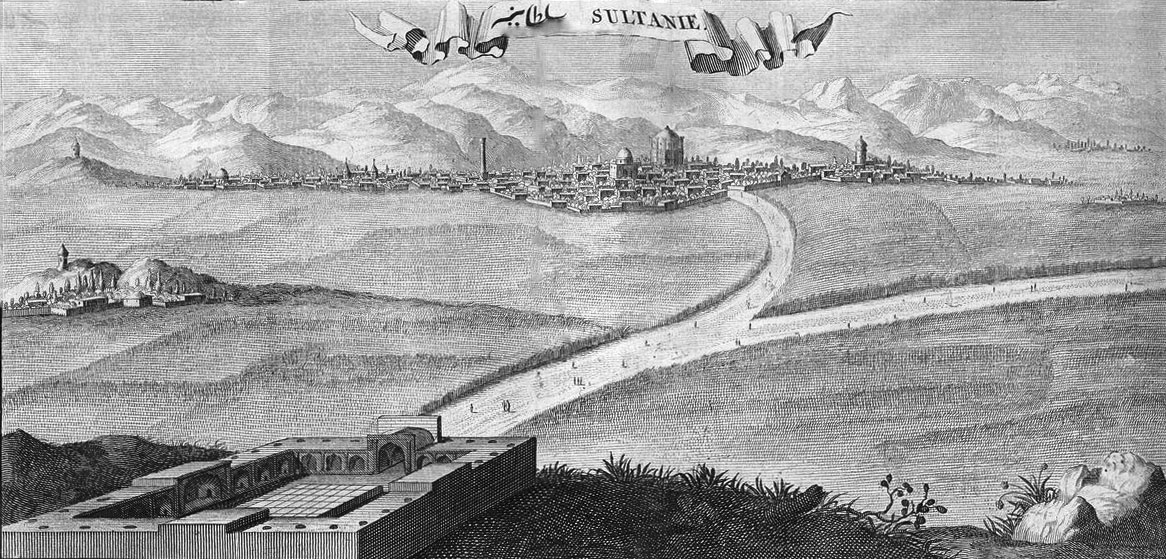
طرح ژان شاردن از شهر سلطانیه در سال‌های ۱۶۷۰

شاردن که در دوره صفویه از سلطانیه بازدید کرده، دربارهٔ این شهر می‌نویسد: سلطانیه در دامنه کوهی قرار دارد و از دور چشم‌اندازی زیبا و باشکوه دارد که بیننده را مجذوب خود می‌کند. اما وقتی وارد شهر می‌شویم، نشانی از آن همه آبادانی و زیبایی چشمگیر دیده نمی‌شود. این شهر حدود سه هزار خانه دارد و دارای چند عمارت عمومی بزرگ و باشکوه است. گفته می‌شود در گذشته وسعت سلطانیه بسیار بیشتر بوده و تا نیم فرسخ پیش‌تر باغ‌ها و خانه‌هایی وجود داشته است. بقایای کلیساها، مساجد، برج‌ها و باروهایی که در سمت غرب مشاهده می‌شود، این ادعا را تأیید می‌کند.
آرامگاه ملاحسن کاشی یکی از بناهای باقی‌مانده در این شهر به‌شمار می‌رود که در اواخر سده دهم قمری، تقریباً در سال ۹۷۳، ساخته شده است. برخی اعتقاد دارند که صاحب این مزار از علمای حکمت الهی در دوران شاه اسماعیل یکم بوده و برخی دیگر او را هم‌دوره با محمد خدابنده اولجایتو می‌دانند، عالمی که مسجد و مدرسه‌ای در شهر تأسیس کرده است. این سازه به صورت یک کوشک هشت‌ضلعی طراحی شده و در گذشته باغی اطراف آن قرار داشته است.

در دوران صفویه و جنگ‌های امپراتوری عثمانی و صفویه، سلطانیه به عنوان قرارگاه سواره نظام و لشگریان قزلباش در جنگ شاه عباس صفوی و امپراتوری عثمانی منجر گردید روند تخریب شهر سلطانیه تسهیل گردد. کم‌توجهی به توسعه شهری در دوران نادرشاه، به دلایلی همچون تحمیل هزینه‌های جنگ بر مردم و همچنین کشمکش‌های قدرت پس از او، به همراه شرایط مشابه در زمان کریم‌خان زند، باعث شد سلطانیه جایگاه خود در عصر صفویه را از دست بدهد. این افت موقعیت در گزارش‌های سفرنامه‌نویسان عصر قاجار که از این شهر بازدید کرده‌اند نیز به‌وضوح دیده می‌شود. آنان بارها به خرابی‌های گسترده سلطانیه اشاره کرده‌اند؛ خرابی‌هایی که بخشی از آن‌ها ریشه در گذشته‌ای دور دارد و بخش دیگری از این وضعیت تحت تأثیر عواملی همچون طولانی شدن ماندگاری شهر در شرایط نامطلوب، پیامدهای زلزله سال ۱۲۰۳ هجری شمسی، یا حتی خرابی‌هایی است که به دوران فتحعلی‌شاه و جنگ‌های میان قاجارها و روس‌ها نسبت داده می‌شود.

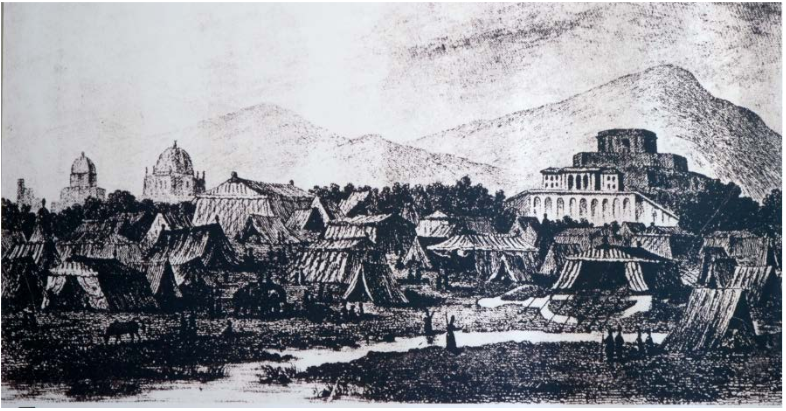
عمارت سلطانیه و اردوگاه قاجاری اثر لوئیس دوبو

قرار گرفتن سلطانیه در مسیر تهران به تبریز، که در دوران قاجار ولیعهدنشین بود، همراه با نزدیکی آن به مرزهای روسیه و عثمانی، موجب شد تا این منطقه در آن دوره به مقصدی برای جهانگردان، سیاستمداران، تجار و زائران تبدیل شود. این افراد در نوشته‌ها و گزارش‌های خود به جنبه‌های گوناگون وضعیت اقتصادی، کشاورزی و همچنین آثار تاریخی این دشت اشاره کرده‌اند. شرایط محیطی خاص و موقعیت جغرافیایی مناسب سلطانیه نیز باعث شد که فتحعلی‌شاه قاجار شانزده تابستان خود را در این منطقه بگذراند. او در این مدت، علاوه بر اداره امور نظامی و شکار، از فرستادگان خارجی و حکام داخلی نیز پذیرایی می‌کرد.

در جریان جنگ‌های میان قاجارها و روس‌ها، فتحعلی شاه قاجار سلطانیه را به‌عنوان محل استقرار و اقامت سپاهیان قاجاری برگزید. در این دوره، به دستور او و با استفاده از مصالح به‌جا مانده از شهر قدیمی سلطانیه، عمارتی بر فراز تپه‌های این منطقه ساخته شد تا به‌عنوان مکان استقرار و عملیات سپاه مورد استفاده قرار گیرد.به دستور فتحعلی‌شاه قاجار، مجموعه‌ای از عمارت‌ها در سال ۱۸۴۸ میلادی در فاصله دو کیلومتری شهر سلطانیه و در کنار چمنزاری ساخته شد. این پروژه، که آغاز آن به سال ۱۲۲۷ هجری قمری بازمی‌گردد، در سال ۱۲۵۷ هجری قمری به پایان رسید. در نقشه‌ای که فردی به نام دوبو از سلطانیه ترسیم کرده است، تصویر این عمارت‌ها نیز قابل مشاهده است. همچنین گزارش‌هایی از اردوی سلطنتی فتحعلی‌شاه در سال ۱۸۴۱ میلادی نشان می‌دهد که اطراف این بنا با چادرهایی احاطه شده بوده است. 

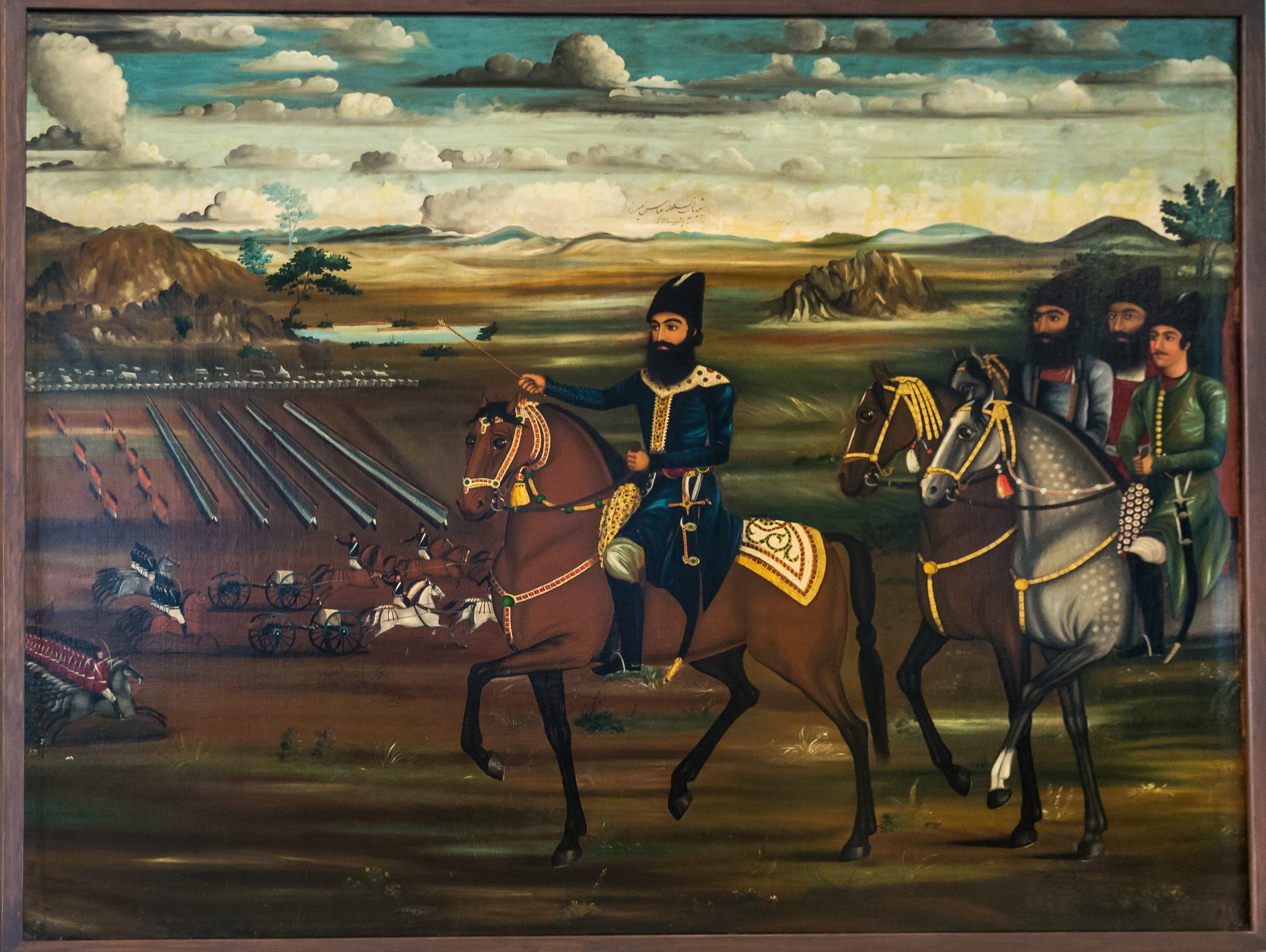
عباس میرزا در حال بازدید از ارتش قاجار اثر الله‌وردی افشار، ۱۸۱۶ م.

مجموعه عمارت سپهر برین در مجاورت چمن و حدود دو کیلومتری شمال سلطانیه واقع شده بود. این مکان به دلیل موقعیت راهبردی انتخاب شد تا به‌راحتی ارتش را سان دید. برای این منظور، بنا بر روی تپه‌ای مرتفع ساخته شد تا امکان نظارت کامل بر دشت فراهم شود. تل سلطانیه با دارا بودن چنین ویژگی‌ای، انتخاب شد زیرا از آنجا امکان مشاهده گسترده‌تری به دشت وجود داشت. در اواخر دوران حکومت سلسله قاجار و دوره سلطنت محمدشاه، این عمارت به یک ویرانه تبدیل شده و به‌طور کامل از بین رفت.
زلزله مهیبی که در سال ۱۲۹۰ قمری رخ داد، بقایای آثار تاریخی این منطقه را به شدت تخریب کرد. این فاجعه همچنین منجر به ویرانی کامل مسجد جامع شد؛ بنایی که طبق روایت سیاحان، پس از گنبد سلطانیه، بلندترین سازه در شهر محسوب می‌شد.

## وضعیت طبیعی

### جغرافیا
سلطانیه در مرکز استان زنجان در موقعیت جغرافیایی ۳۶ درجه و۲۶ دقیقه عرض شمالی و ۴۸ درجه و ۴۷ دقیقه طول شرقی با ارتفاع ۱۸۸۰ متر از سطح دریاهای آزاد در ۳۵ کیلومتری شهر زنجان واقع شده است. سلطانیه از سمت شمال به طارم علیا (شهرستان طارم)، از شرق به حومه ابهر، از جنوب و جنوب غربی به شهرستان خدابنده و از غرب به شهر زنجان محدود می‌شود.

### چمن سلطانیه

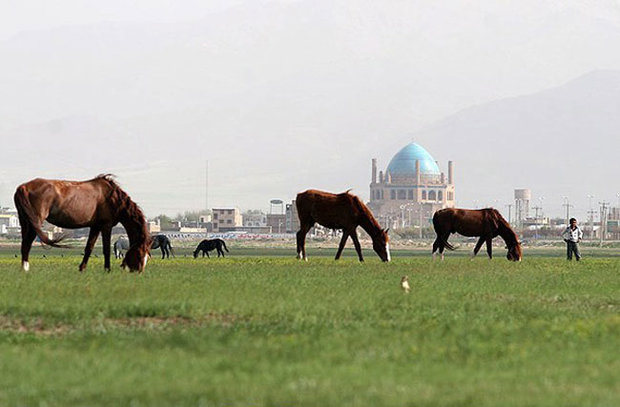
چمن تاریخی سلطانیه در ورودی شهر سلطانیه

چمن سلطانیه مرتفع‌ترین نقطه فلات زنجان-ابهر و سرآب و سرچشمه تعدای از مهم‌ترین رودهای استان زنجان است که در ۳۵ کیلومتری شرق زنجان و ۲ کیلومتری شمال شهر سلطانیه قرار دارد. این چمن در شکل‌گیری شهر تاریخی سلطانیه نقش مهمی داشته است. چمن سلطانیه از نوع چمن‌های سردسیری است و متوسط بارش منطقه ۴۲۹ میلی‌متر است. این فلات در ارتفاع بالا و حد فاصل بین دو رشته کوه موازی که شامل کوه‌های طارم (جزئی از رشته کوه‌های البرز مرکزی) در شمال و ارتفاعات جنوبی که در این ناحیه به کوه‌های سلطانیه معروف هستند، تشکیل شده است.براساس مطالعات و بررسی‌های انجام شده در دشت سلطانیه در عمق حدود ۶۰ سانتیمتری سرتاسر دشتی که به چمن سلطانیه معروف است، سنگ سفید سختی زمین را پوشانده که آب باران به این حد که می‌رسد متوقف می‌ماند و ذخیره می‌شود. وجود این لیتولوژی باعث شده است از این عمق آب به پایین‌تر نفوذ نکند و آب ذخیره شده در عمق کم، چمنزار را همیشه سرسبز نگه دارد.

## آثار تاریخی
منطقه تاریخی سلطانیه از مهم‌ترین و ارزشمندترین مناطق گردشگری و توریستی استان زنجان محسوب می‌گردد.
| نام اثر                  | دوره تاریخی                                           | موقعیت                                              |
| ------------------------ | ----------------------------------------------------- | --------------------------------------------------- |
| تپه قلعه سلطانیه         | عصر برنز، عصر آهن، دوره میانی اسلامی (سلجوقی-ایلخانی) | ۱۰۰ متری شمال روستای قلعه                           |
| تپه نور                  | دوره مس و سنگ، دوره برنز، عصر آهن، اشکانی-ایلخانی     | ۱۵۰۰ متری جنوب شرق گنبد سلطانیه                     |
| تپه کاروانسرا            | اشکانی، ساسانی، اوایل دوره میانی اسلامی               | ۳۰۰ متری غرب سه راهی سلطانیه                        |
| اوچ تپه                  | دوران میانی اسلام (ایلخانی)                           | ۲۰۰ متری شنال تپه‌قلعه-چمن سلطانیه                   |
| ارگ و گنبد سلطانیه       | دوره ایلخانی                                          | مرکز شهر سلطانیه                                    |
| مقبره ملاحسن کاشی        | دوره صفویه                                            | ۲٫۵ کیلومتری جنوب شهر سلطانیه                       |
| بقعه ملاحسن کاشی         | دوره ایلخانی                                          | ۲٫۵ کیلومتری جنوب شهر سلطانیه                       |
| بقعه و خانقاه چلبی اوغلی | دوره ایلخانی                                          | ۵۰۰ متری جنوب غرب سلطانیه بر سرراه سلطانیه به قیدار |
| اراضی شهر قدیم سلطانیه   | دوره ایلخانی                                          | شمال غرب و غرب شهر فعلی سلطانیه                     |
| امام‌زاده عبداله          | دوره ایلخانی                                          | ۱۲۵۰ متری غرب گنبد سلطانیه                          |
| اراضی فنجان آباد         | دوره ایلخانی                                          | شرق شهر سلطانیه                                     |
| جلگه مصطفی خان           | دوره ایلخانی                                          | ۳ کیلومتری شمال شرق شهر سلطانیه                     |

### گنبد سلطانیه

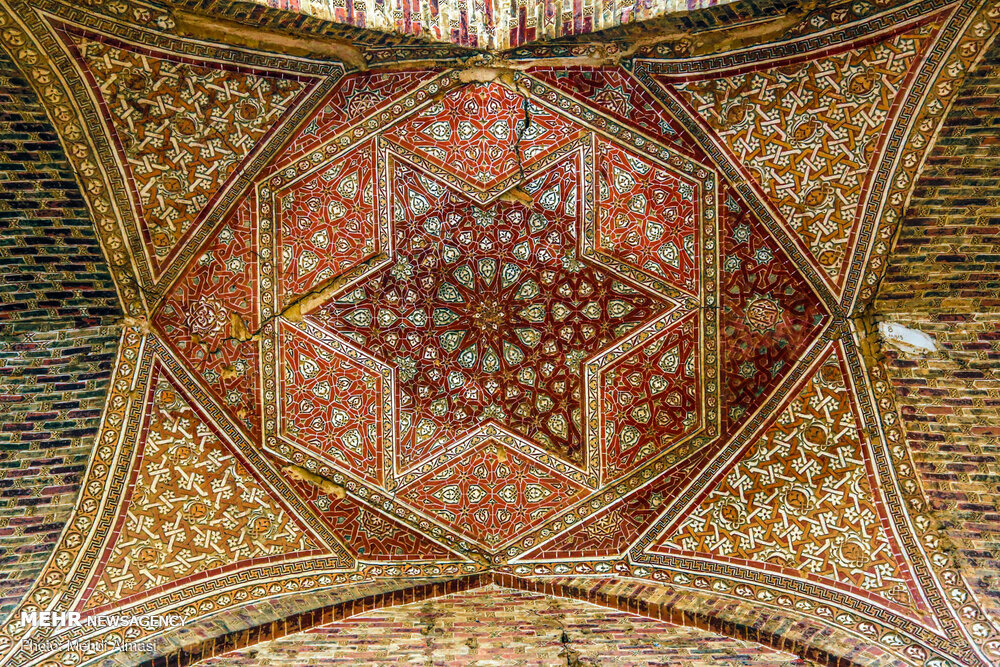
کاشی کاری و تزئینات به‌کاررفته در گنبد سلطانیه

گنبد تاریخی و باشکوه سلطانیه، به عنوان بزرگ‌ترین و اصیل‌ترین نماینده سبک معماری آذربایجانی، در استان زنجان قرار دارد. سبک آذری با بهره‌گیری از آرایه‌ها و تزیینات چشمگیر در ساخت بناها، یکی از دوره‌های درخشان معماری ایرانی به‌شمار می‌آید.
گنبد باشکوه سلطانیه، واقع در چمنزار تاریخی سلطانیه، به‌عنوان بزرگ‌ترین گنبد آجری جهان شهرت دارد. این اثر بی‌نظیر با شکوه و استواری خود، نمونه‌ای چشمگیر از هنر و معماری اسلامی و ایرانی را به نمایش می‌گذارد. گنبد سلطانیه که ارتفاع آن از سطح دریا بیش از دو هزار متر است، در فاصله ۳۶ کیلومتری شهر زنجان و چهار کیلومتری جاده قزوین-زنجان قرار گرفته است.

### معبد داش کسن
ناحیه داش کسن و بنای صخره ای داش کسن در ارتفاعات اطراف شهر سلطانیه و در نزدیکی روستای ویر واقع شده است. این محوطه تاریخی با معماری صخره‌ای و تحت تأثیر هنر چینی و ایرانی به شکل یک مکان مذهبی و معبد ساخته شده است. محققان ساخت بنا را مربوط به دوره ارغون خان چهارمین فرمانروای امپراتوری ایلخانی مغول در ایران نسبت می‌دهند که در دوره‌های بعدی با گرویدن فرزندان ارغون خان به اسلام، ادامه مراحل ساخت و تکمیل این معبد بودایی ناتمام مانده است. در بخش جنوبی معبد تصویر دو اژدها به صورت قرینه نقش بسته است، مقایسه تصاویر اژدهای داش کسن و موارد کشف شده از شرق دور و چین، نشان دهنده تشابه و اشتراکات این معابد با همدیگر است.

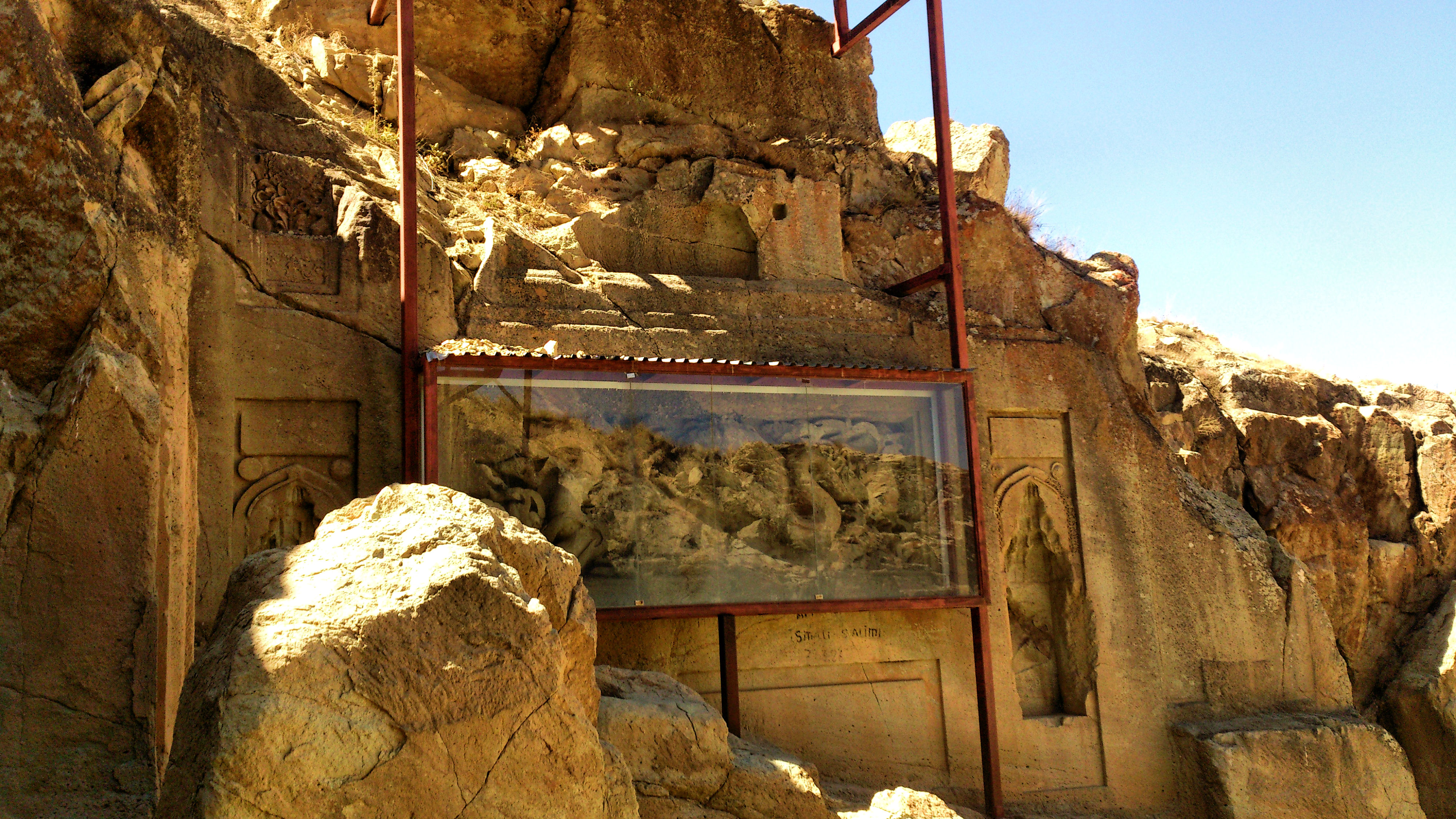
معبد داش کسن و نقش اژدها

بررسی متون تاریخی و شواهد باستان‌شناسی نشانگر آثار مذهب و آیین شمنیسم در منطقه سلطانیه در دوران امپراتوری ایلخانان مغول می‌باشد. اقوام مغول از جمله اقوام آسیایی هستند که از دیرباز باورهای شمنیسم داشتند و حتی در دوره‌های تاریخی بعدی با بودایی و مسلمان و شیعه شدن اقوام مغول در خاورمیانه و ایران، کماکان باورهای شمنیسم در میان اقوام مغول وجود داشته است.

### مجموعه تاریخی چلبی اوغلو
در فاصله‌ای حدود پانصد متر به سمت جنوب غربی سلطانیه، آرامگاهی قرار دارد که در زبان محلی با نام کچه بورک یا کلاه نمدی شناخته می‌شود. مطالعات انجام‌شده روی کتیبه‌های باقی‌مانده، شیوه معماری و تزئینات این بنا نشان می‌دهد که این اثر تاریخی به شیخ براق بابا تعلق دارد. او یکی از عارفان برجسته زمان خود و از بزرگان طریقت مولویه بوده و همچنین از نزدیکان دربار سلطان محمد خدابنده در دوره ایلخانی به‌شمار می‌رفته است. مجموعه تاریخی چلبی اوغلی به دست یکی از مریدان برجسته جلال‌الدین رومی، معروف به مولوی، که از بزرگ‌ترین حکیمان و عارفان ایرانی در قرن هشتم هجری قمری بود، بنا نهاده شده است. مجموعه تاریخی چلبی اوغلی شامل دو بخش اصلی، خانقاه و مقبره، می‌باشد. بررسی کتیبه ورودی مقبره و تحلیل‌هایی که باستان‌شناسان معتبری مانند دونالد ویلبر ارائه داده‌اند، نشان می‌دهد که قدمت مقبره نسبت به خانقاه بیشتر است.
مقبره چلبی اوغلی یکی از بناهای زیبا و ارزشمند است که در مسیر جاده سلطانیه به قیدار قرار دارد و فضایی مناسب برای اقامت گردشگران و مسافران فراهم کرده است. این اثر تاریخی به شکلی بسیار جذاب مرمت شده و حجره‌های آن به اتاق‌های هتلی شیک تبدیل شده‌اند.

### بقعه ملا حسن کاشی

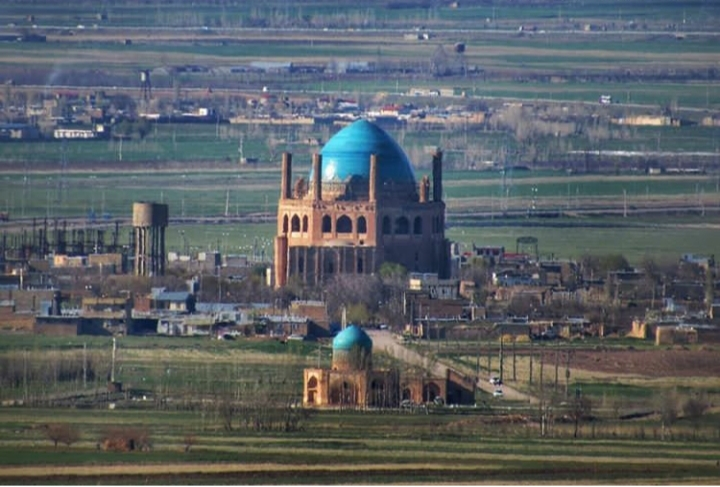
نمایی از مقبره ملاحسن و کنبد سلطانیه

این آرامگاه در بخش جنوب شرقی محوطه تاریخی گنبد سلطانیه قرار دارد، در دوره شاه طهماسب صفوی برای مولانا حسن کاشی، معروف به شیرازی و یکی از برجسته‌ترین دانشمندان حکمت الهی، ساخته شده است. این بنا بر اساس سبک معماری رایج دوران صفویه طراحی شده و دارای ساختاری هشت‌ضلعی است.

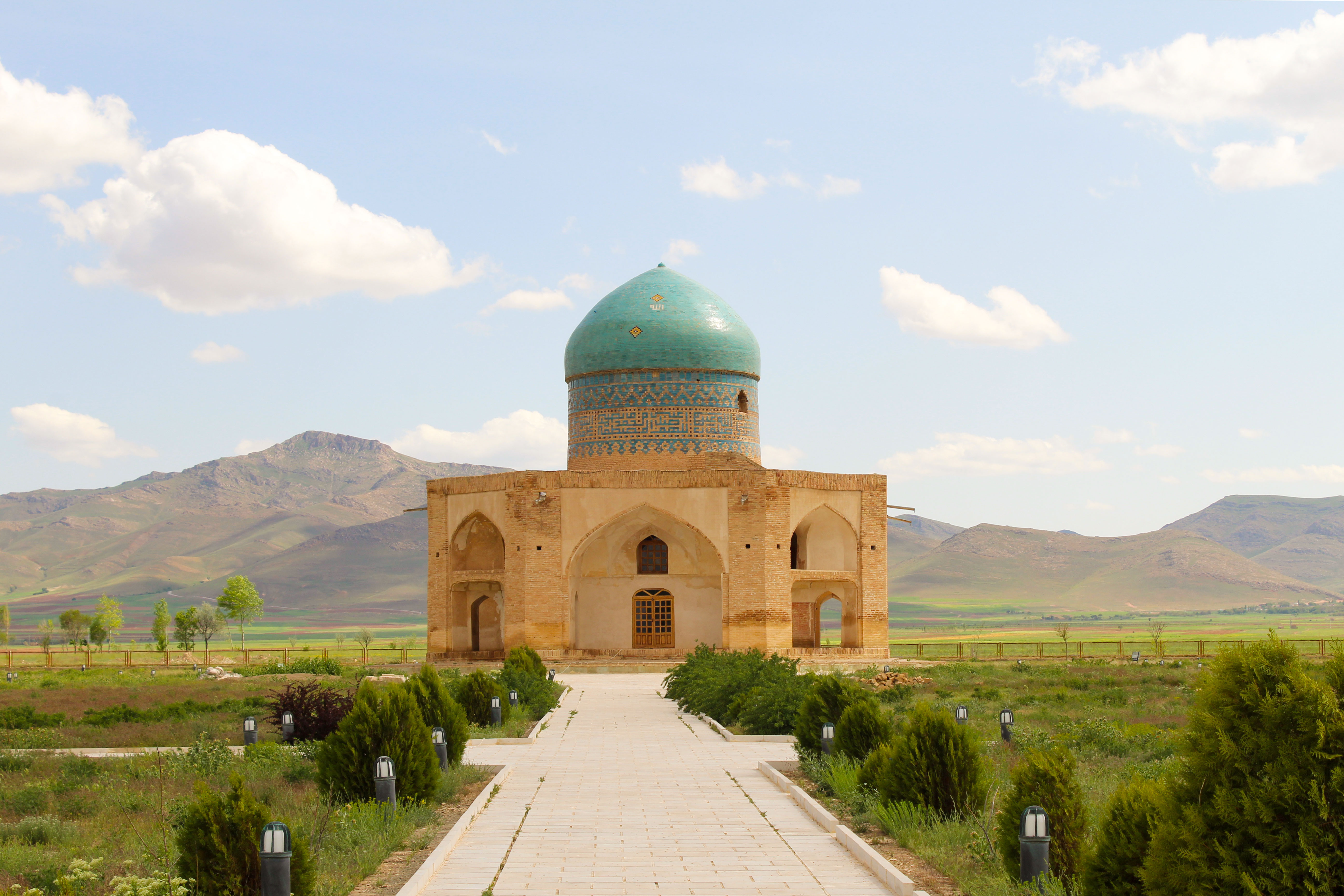
بقعه ملاحسن کاشی

از جمله ویژگی‌های برجسته این بنا، استفاده از خط معقلی با طرح بنایی است که به شیوه ترکیب آجر و کاشی فیروزه‌ای بر گردنه گنبد و نمای بیرونی بدنه اجرا شده است. تقارن دقیق در ساختار و تزئینات ظریف مقرنس معلق با رنگ‌های سفید و قهوه‌ای نیز در بخش‌های داخلی گنبد به‌کار رفته است. این بقعه از نظر طراحی ظاهری، به شکل هشت‌ضلعی ساخته شده و در فضای داخلی، با بهره‌گیری از ترکیب ایوان‌های جانبی، ساختاری مربعی دارد.

## نگارخانه

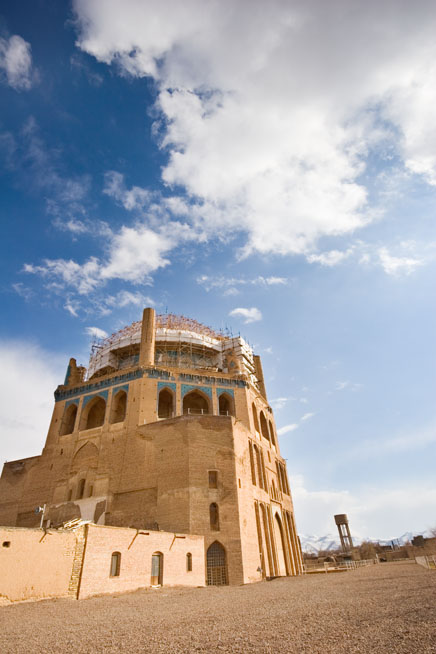
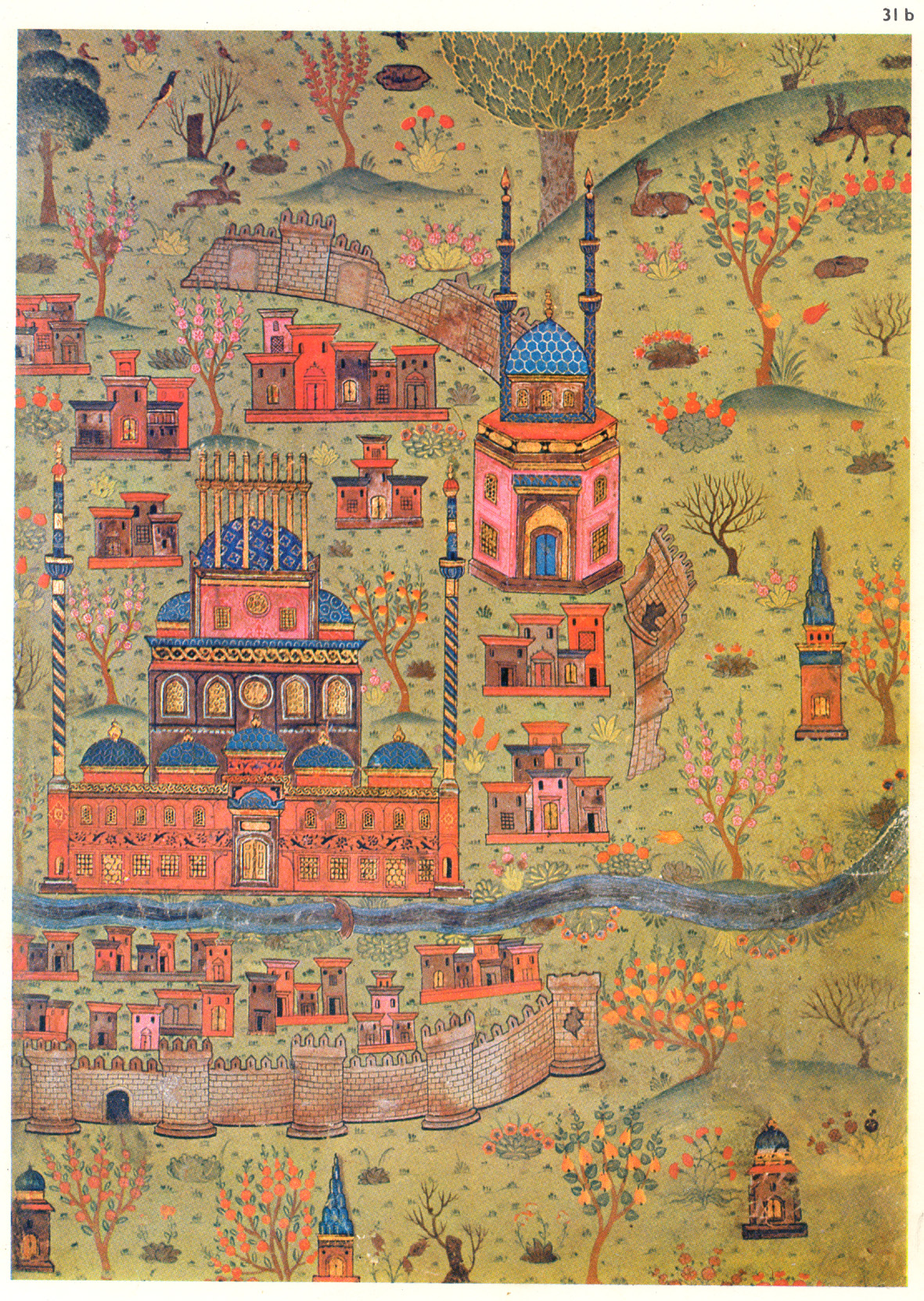
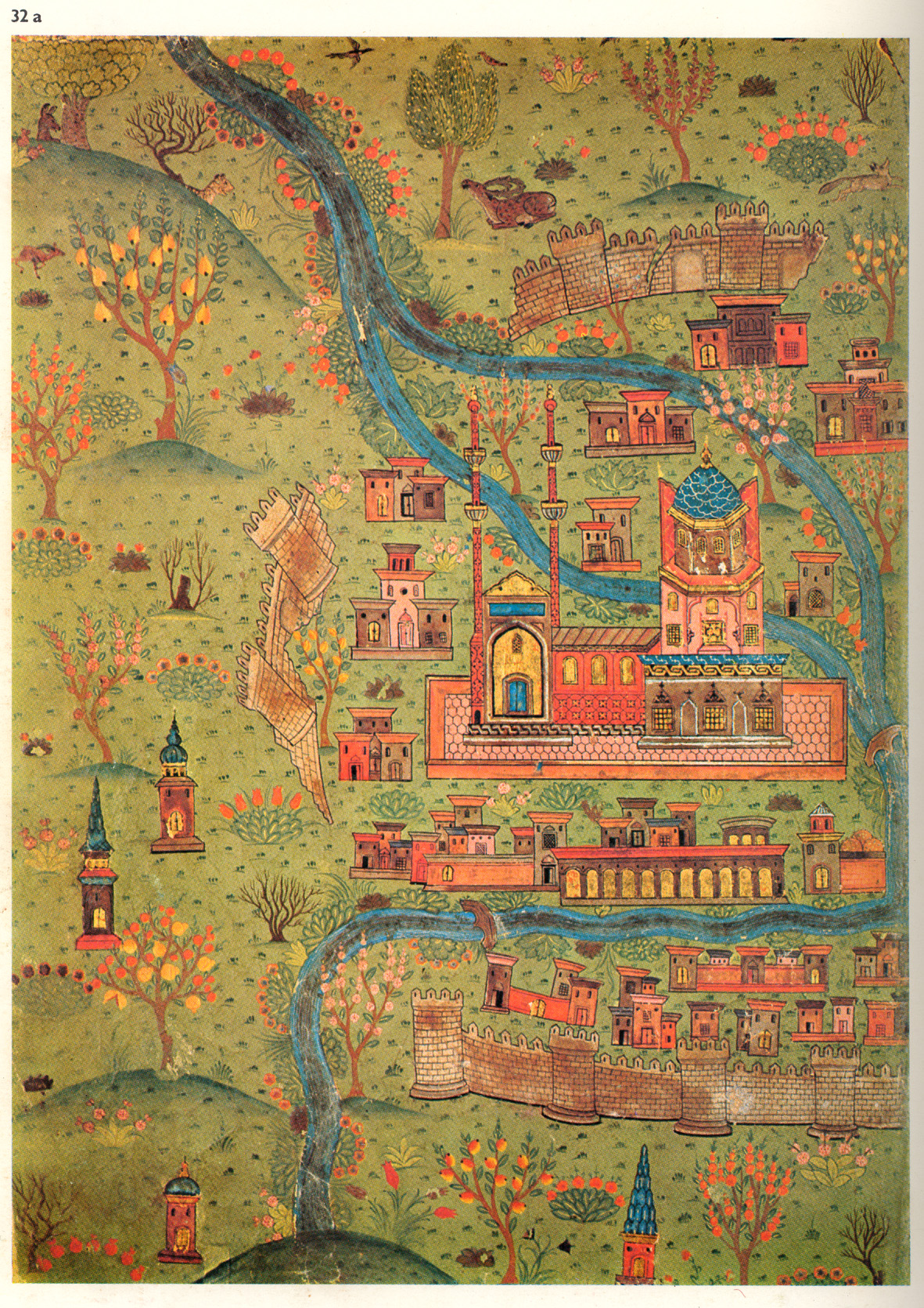
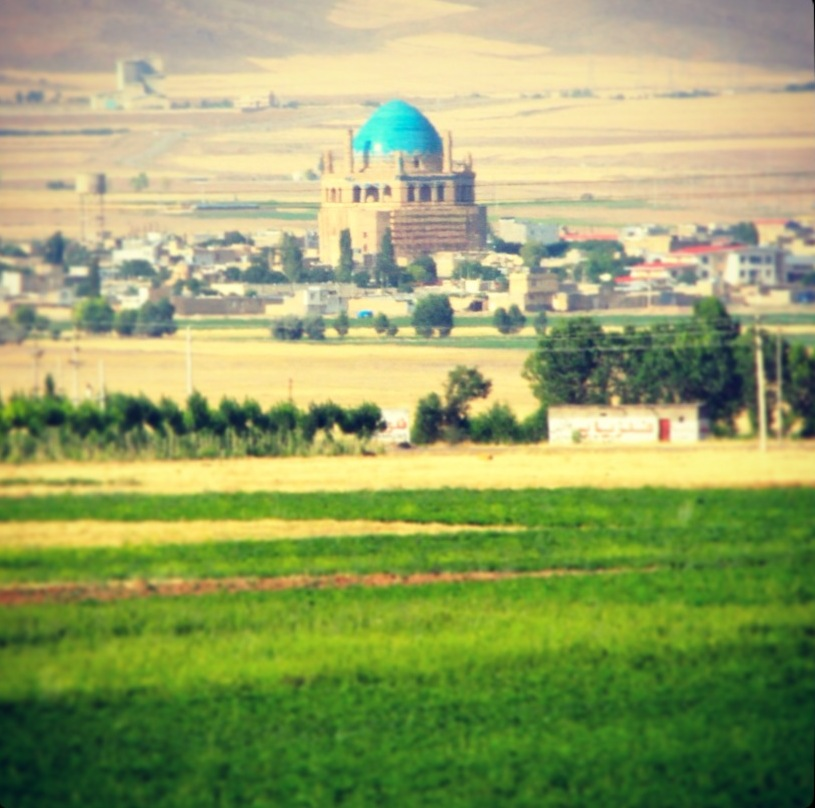
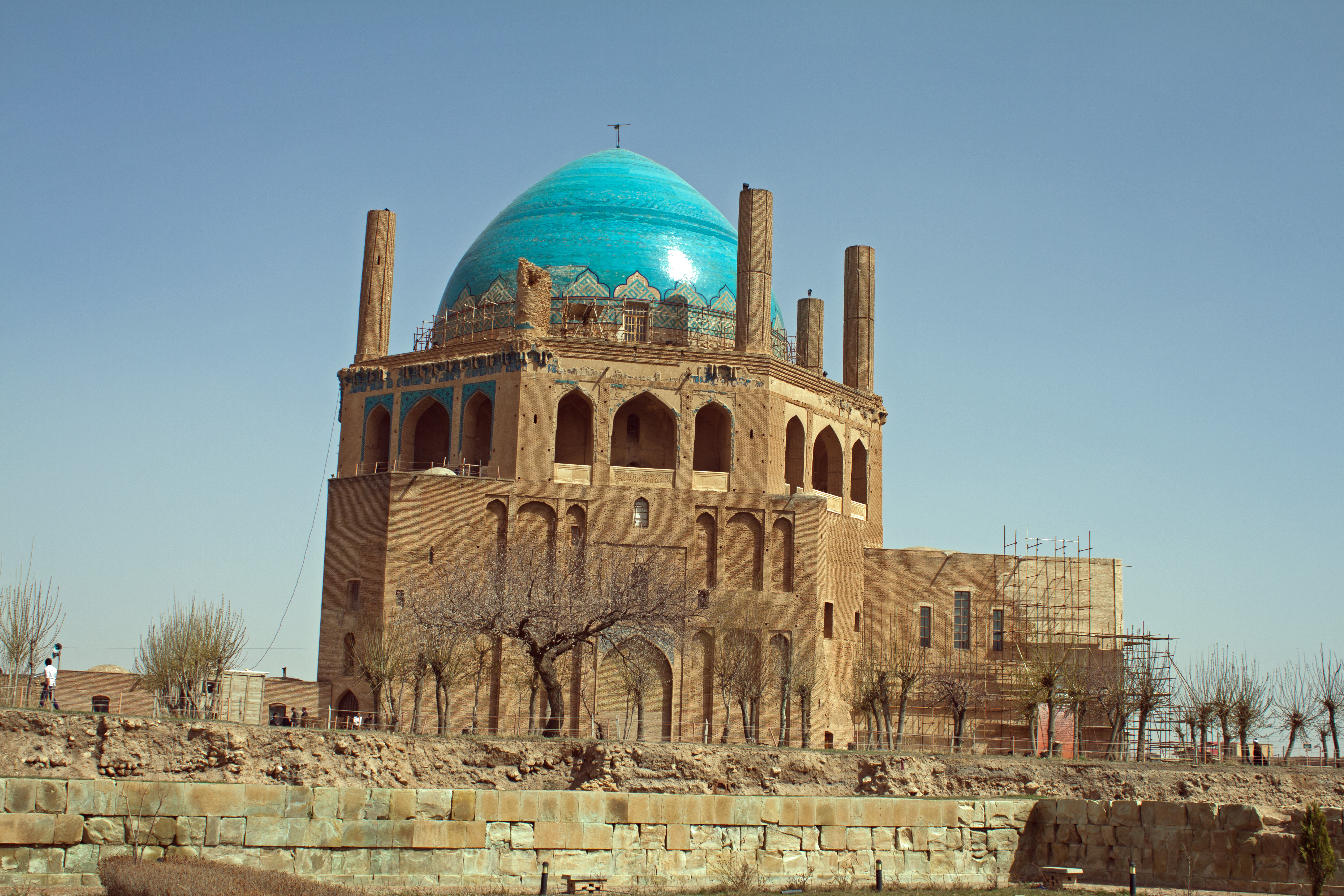
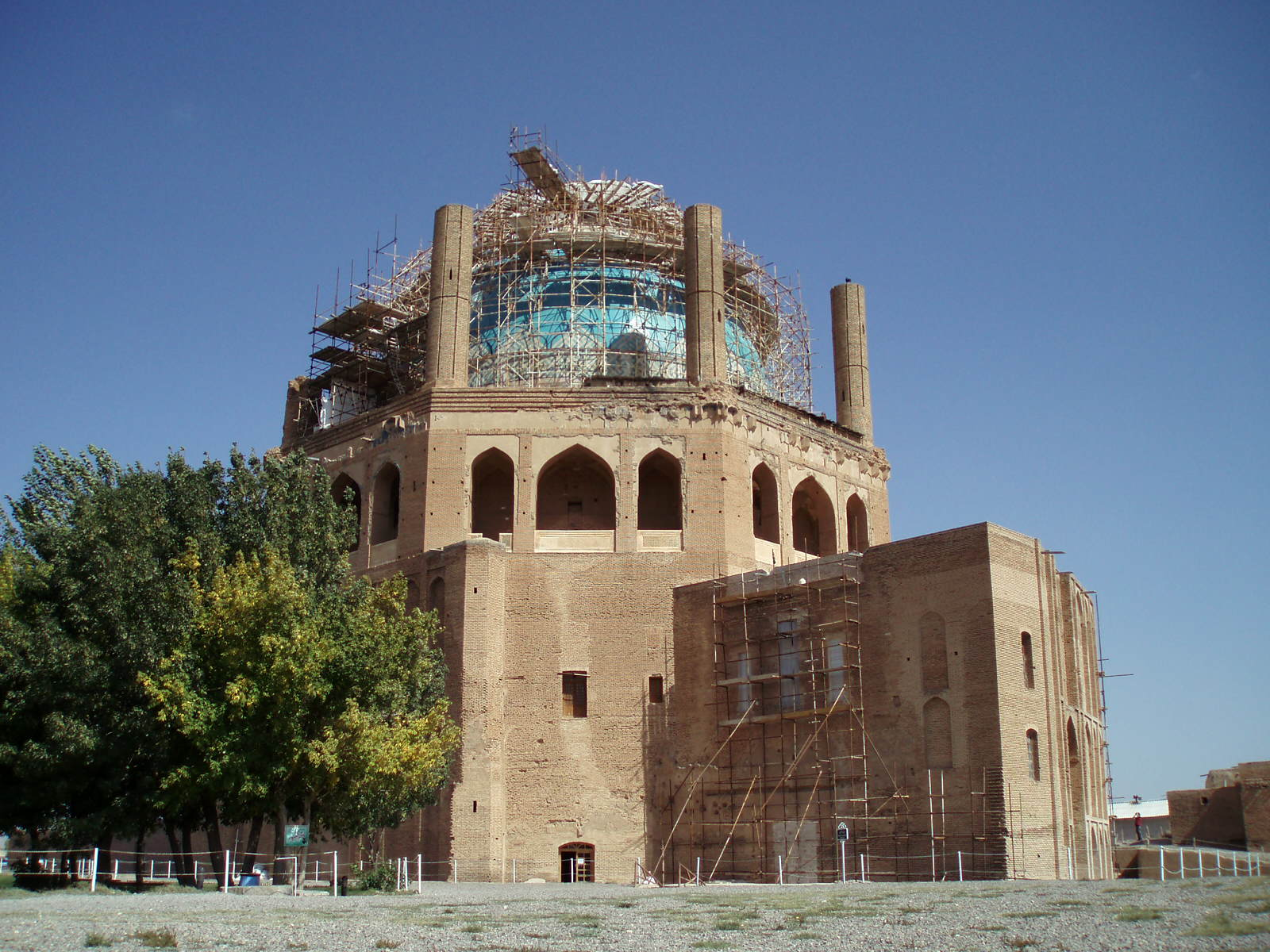
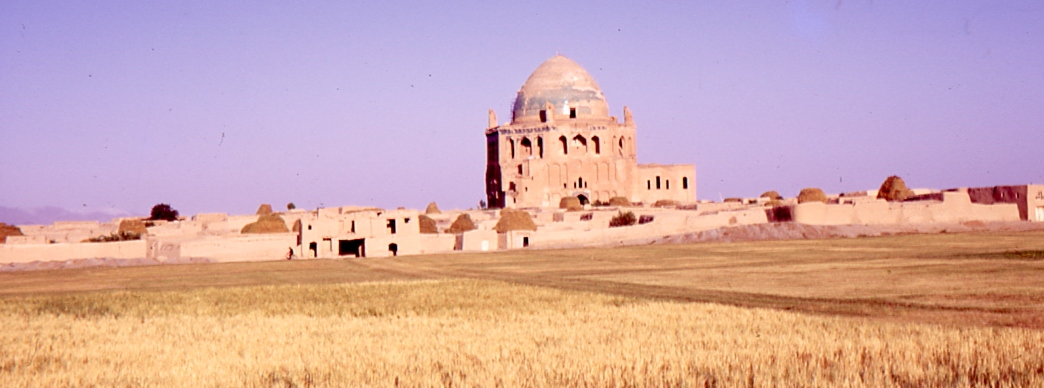
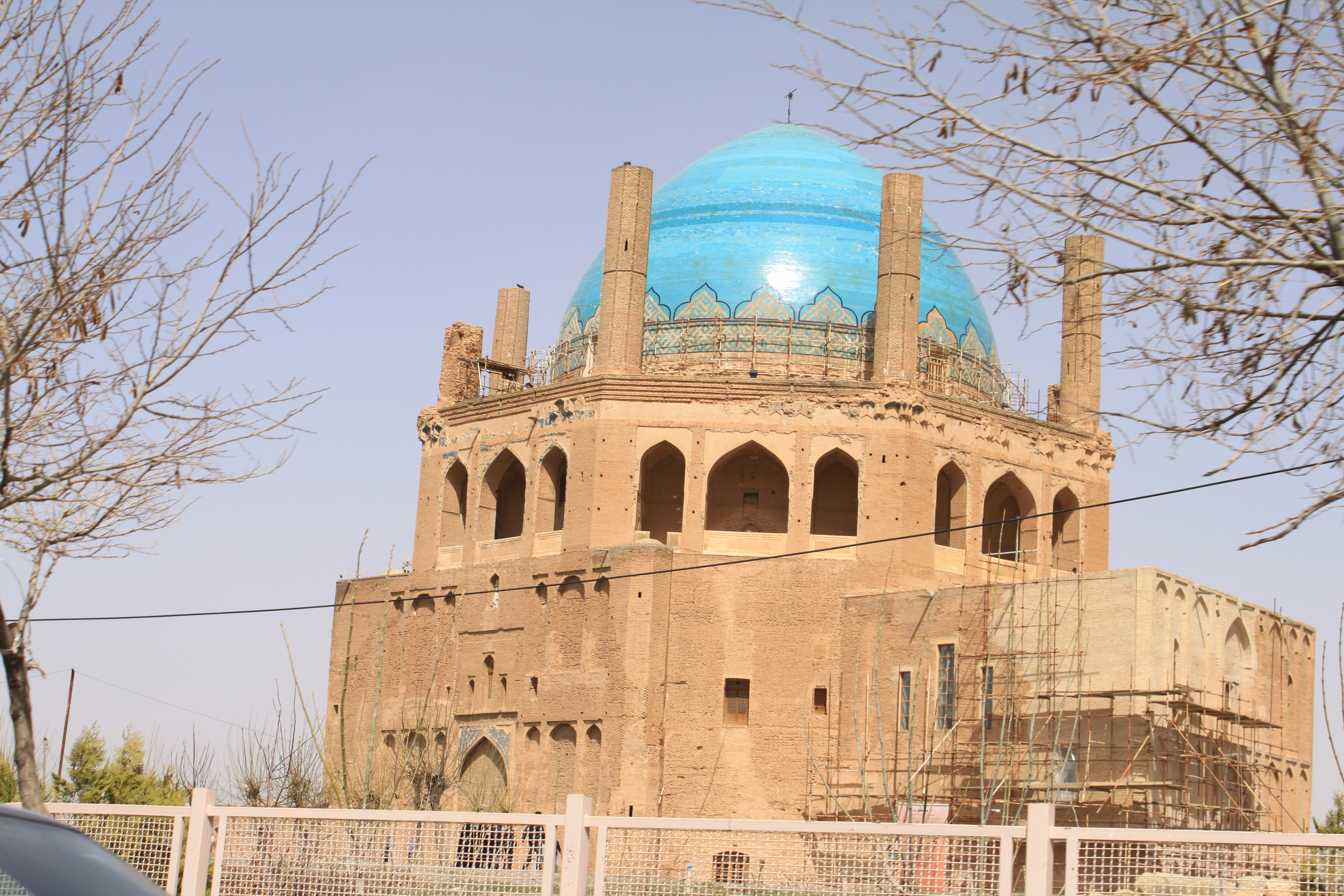
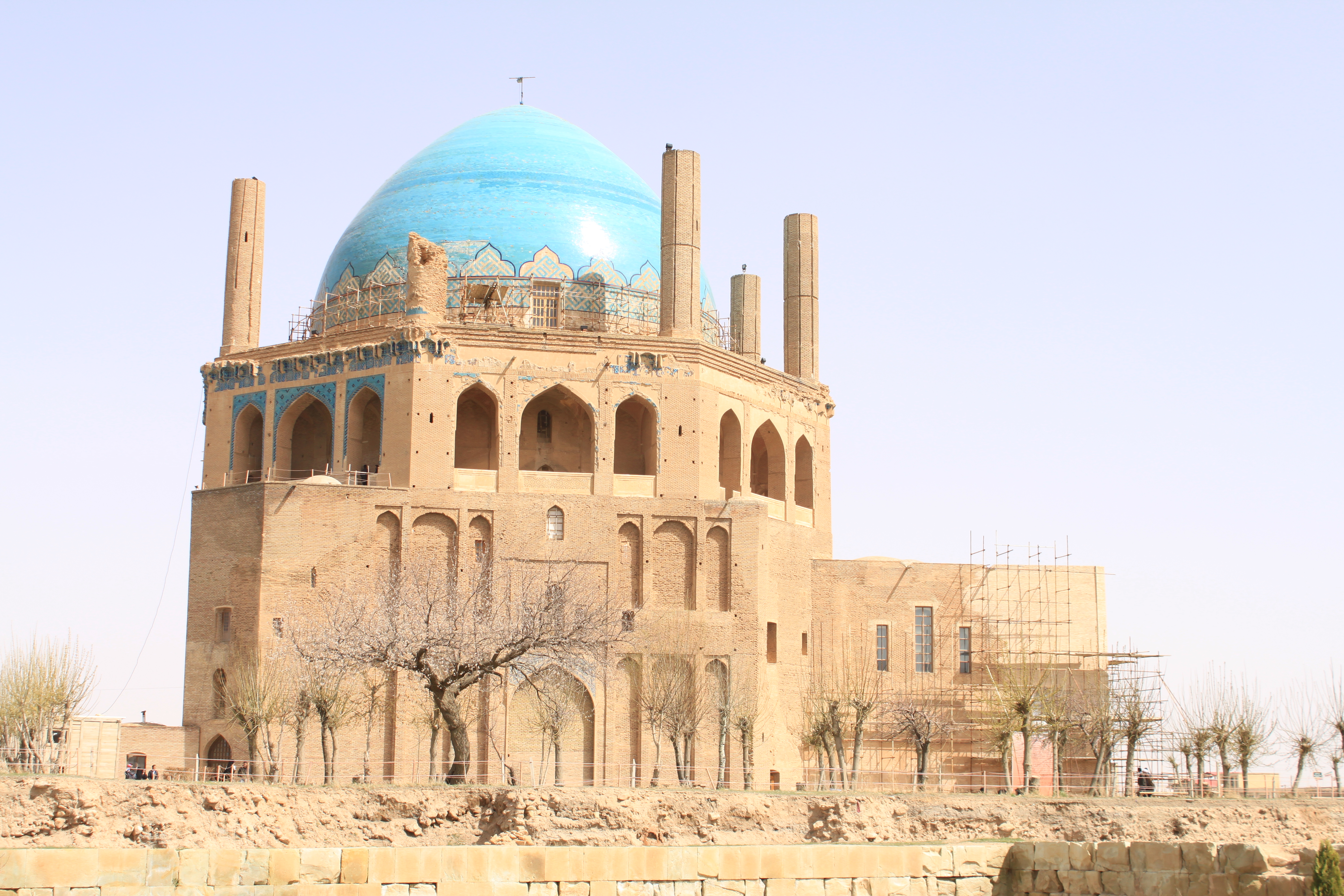
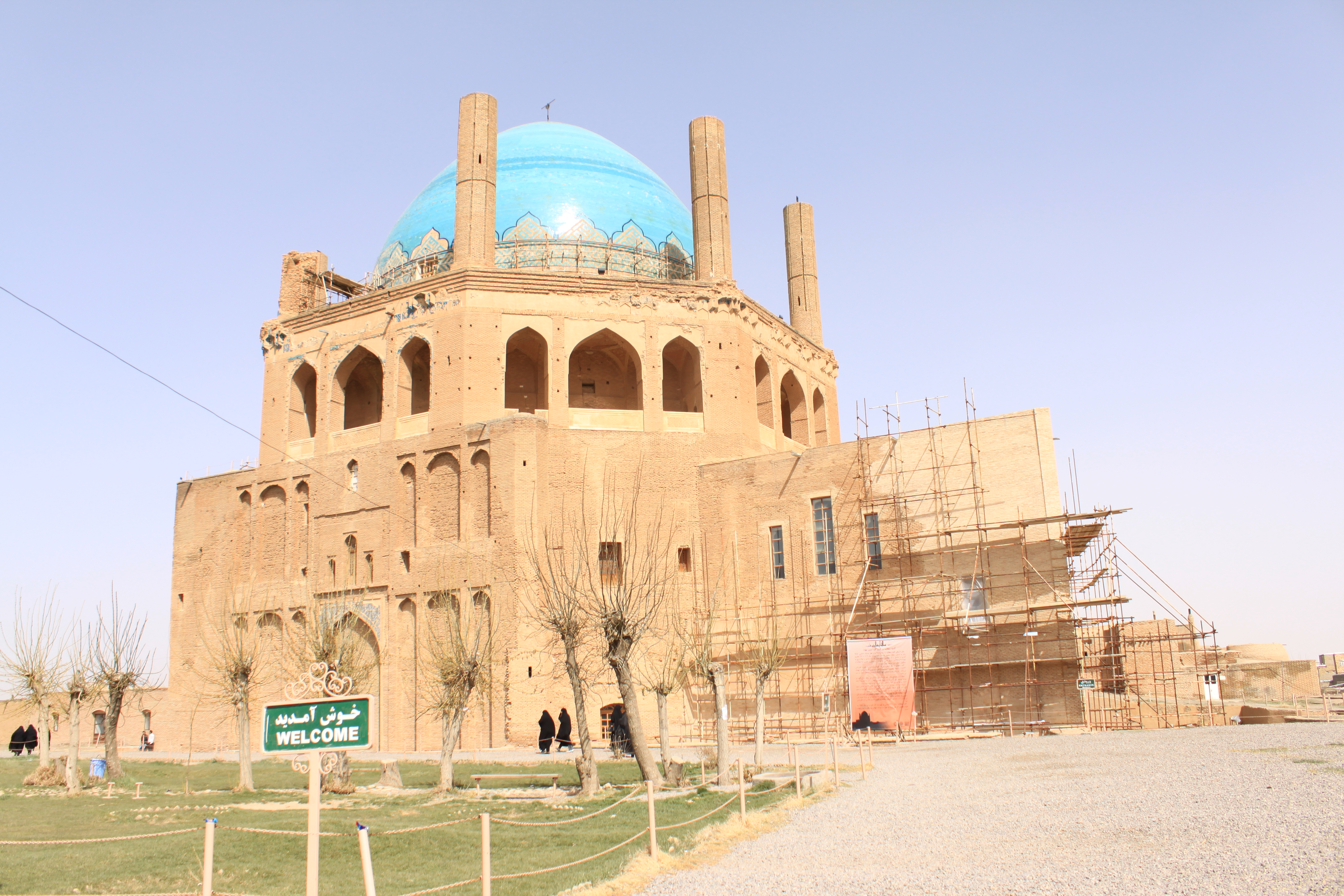
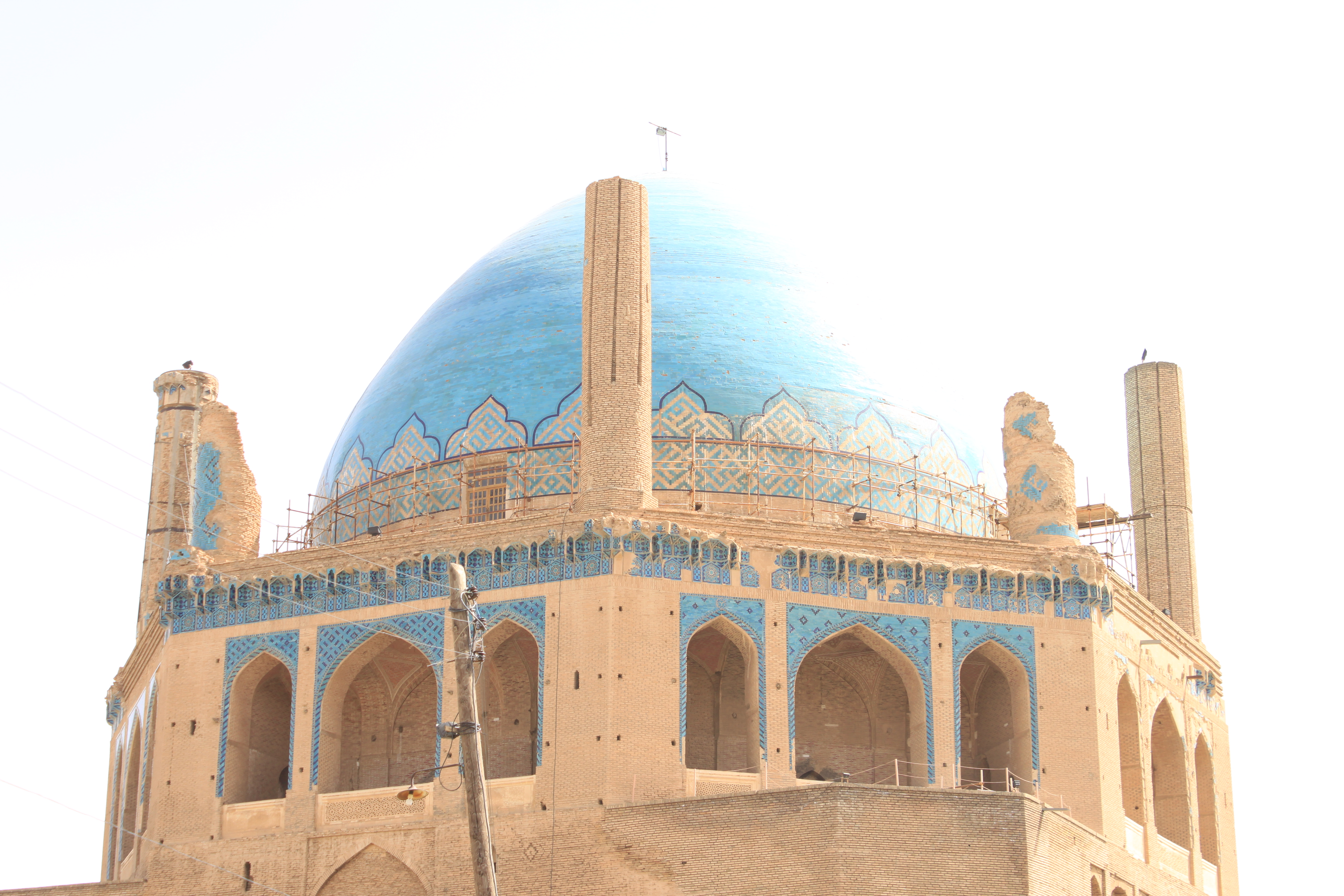
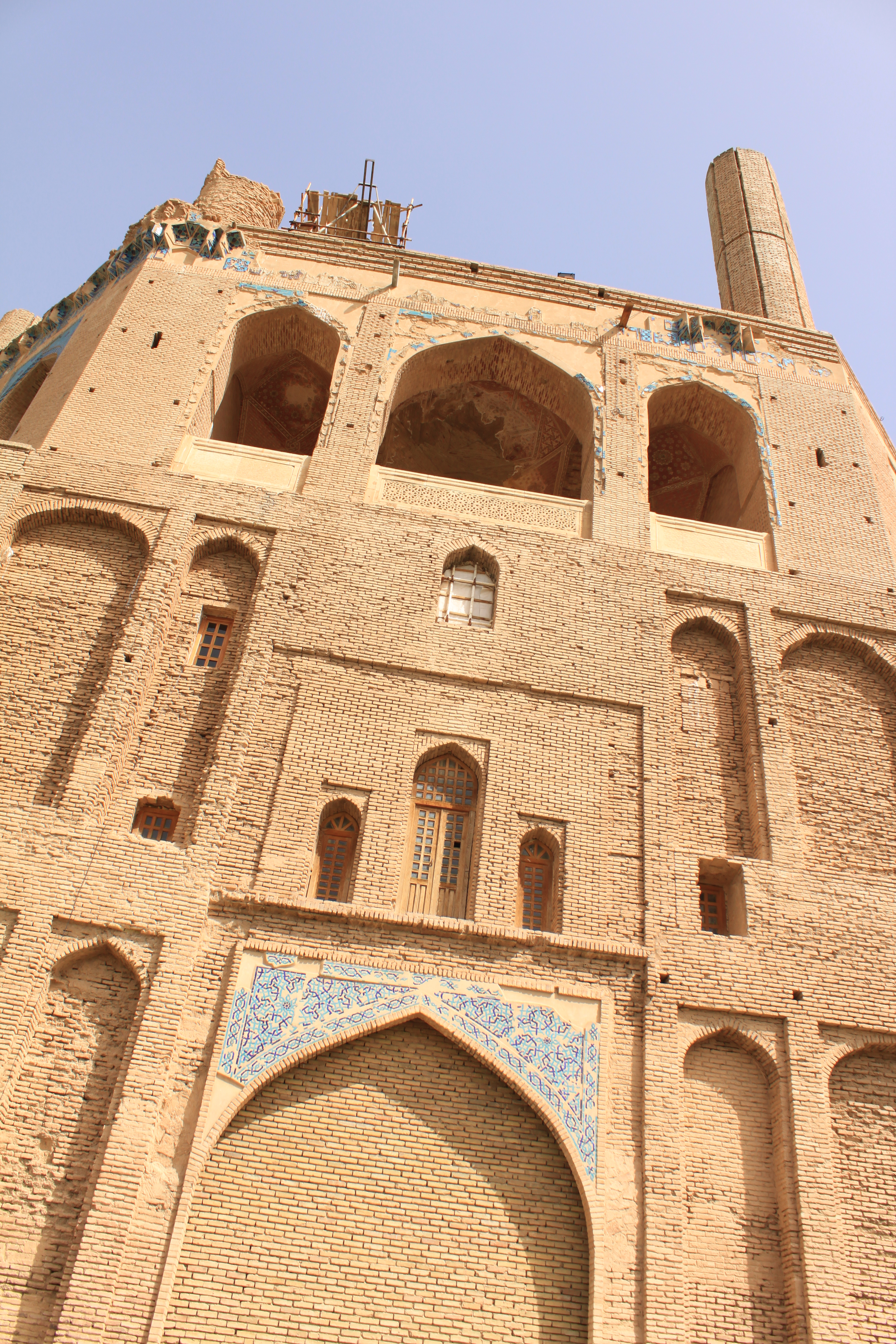
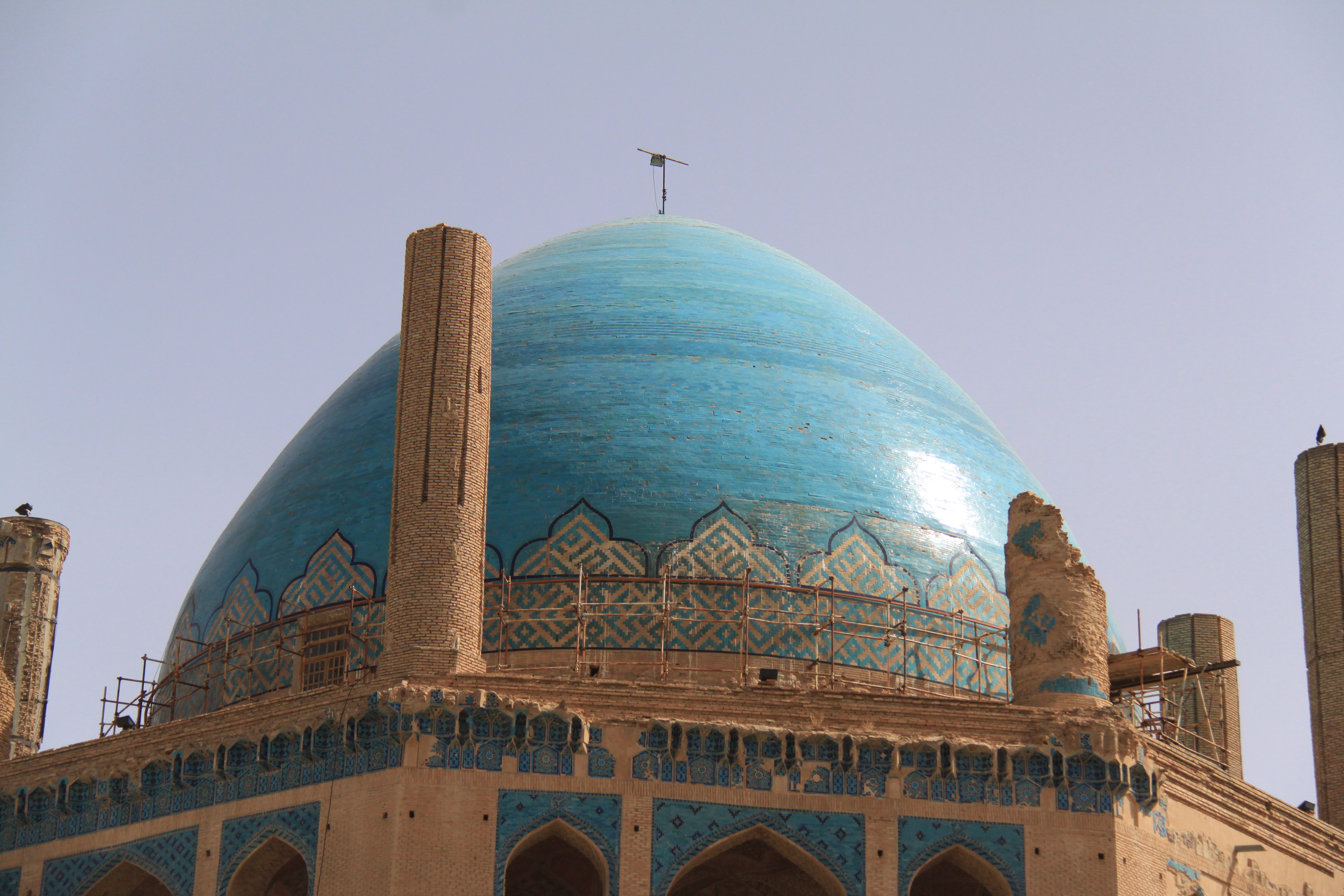
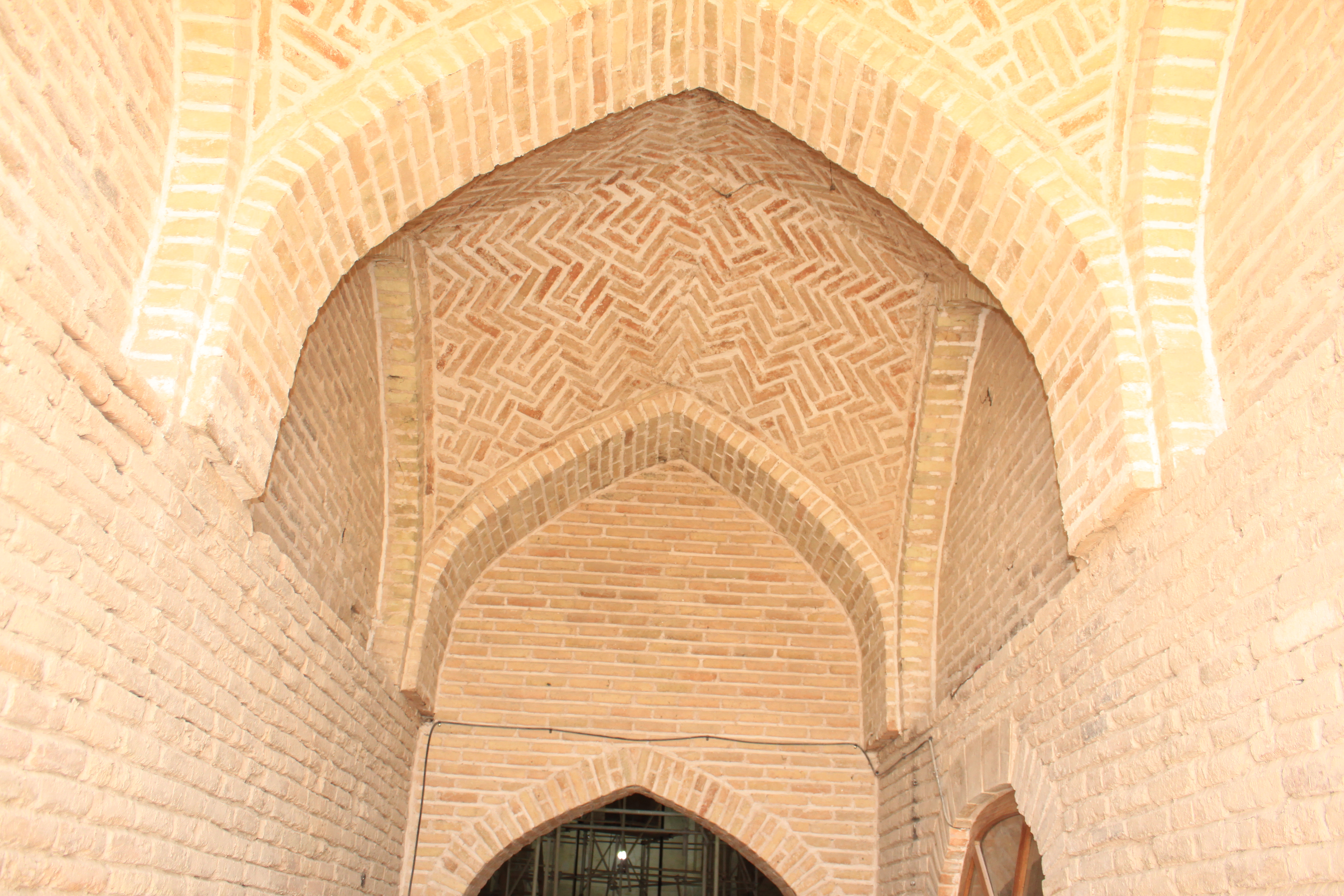
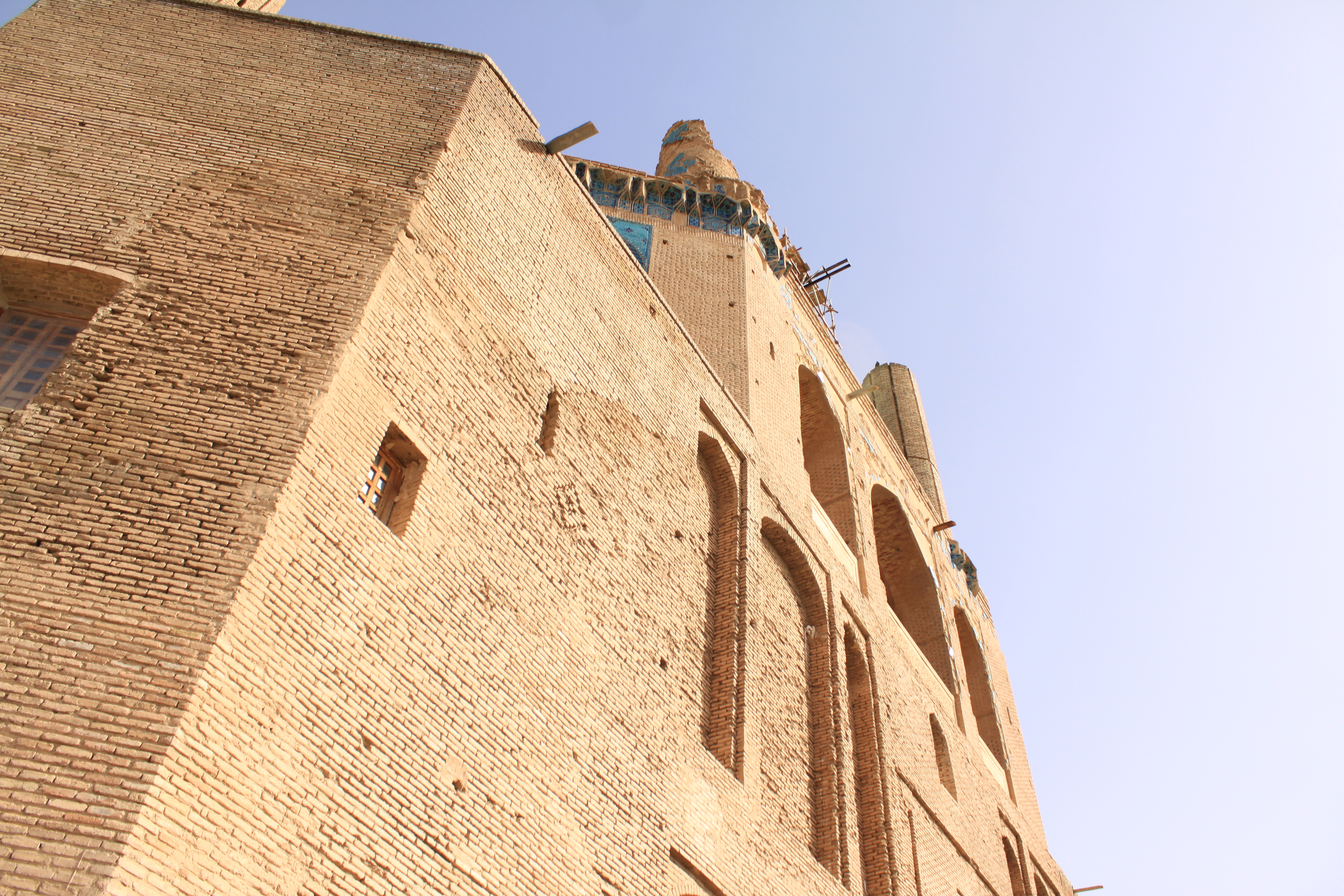
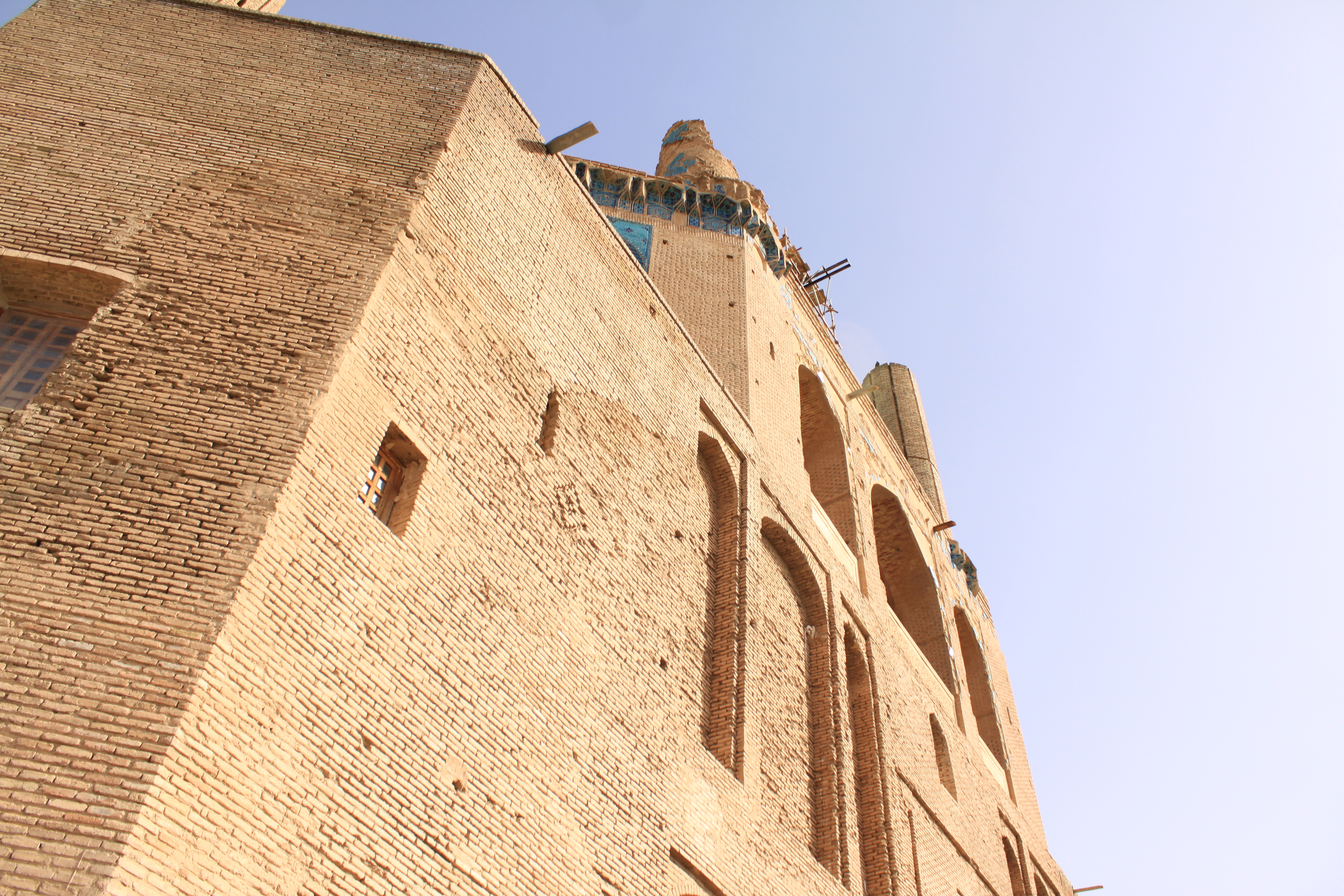
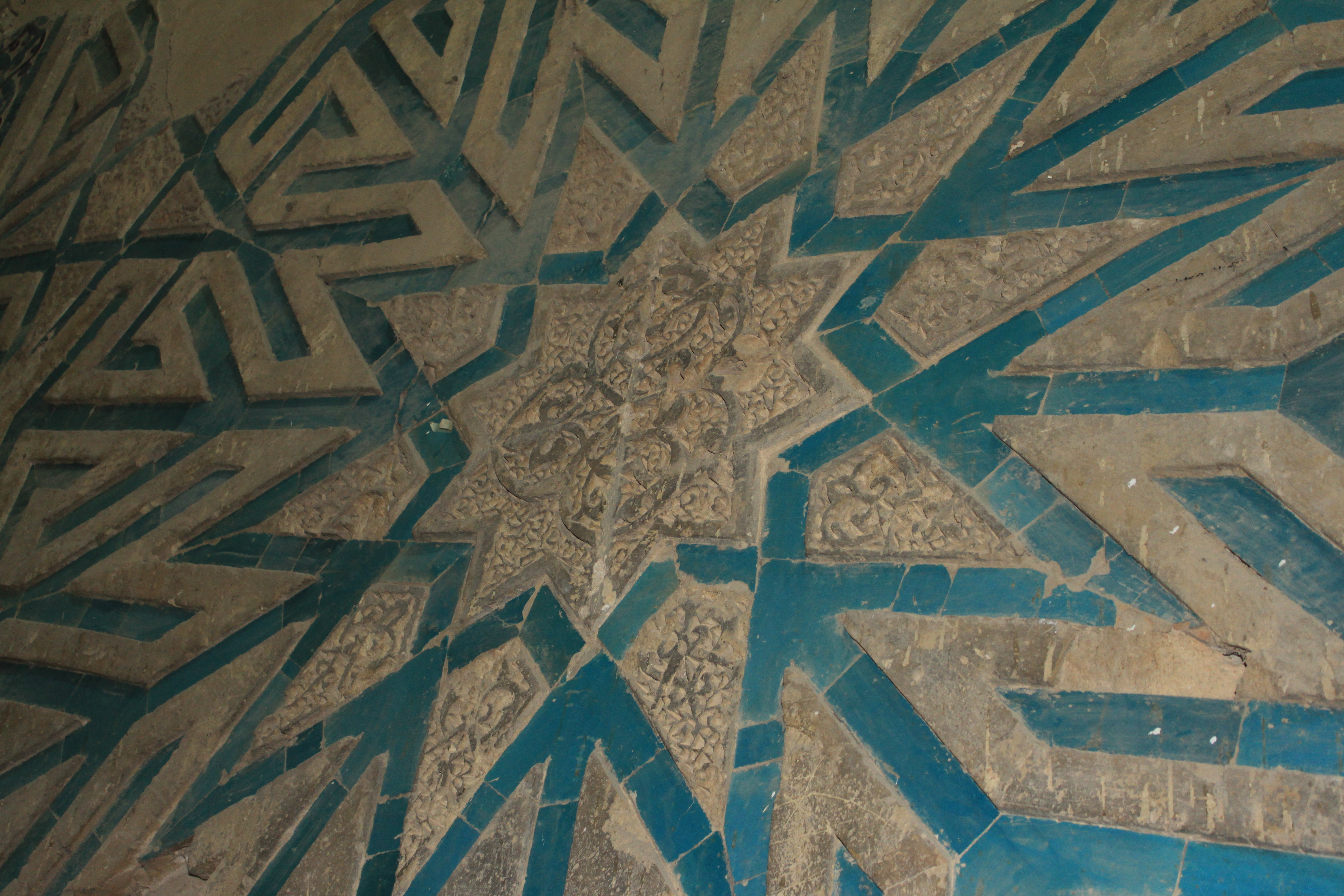
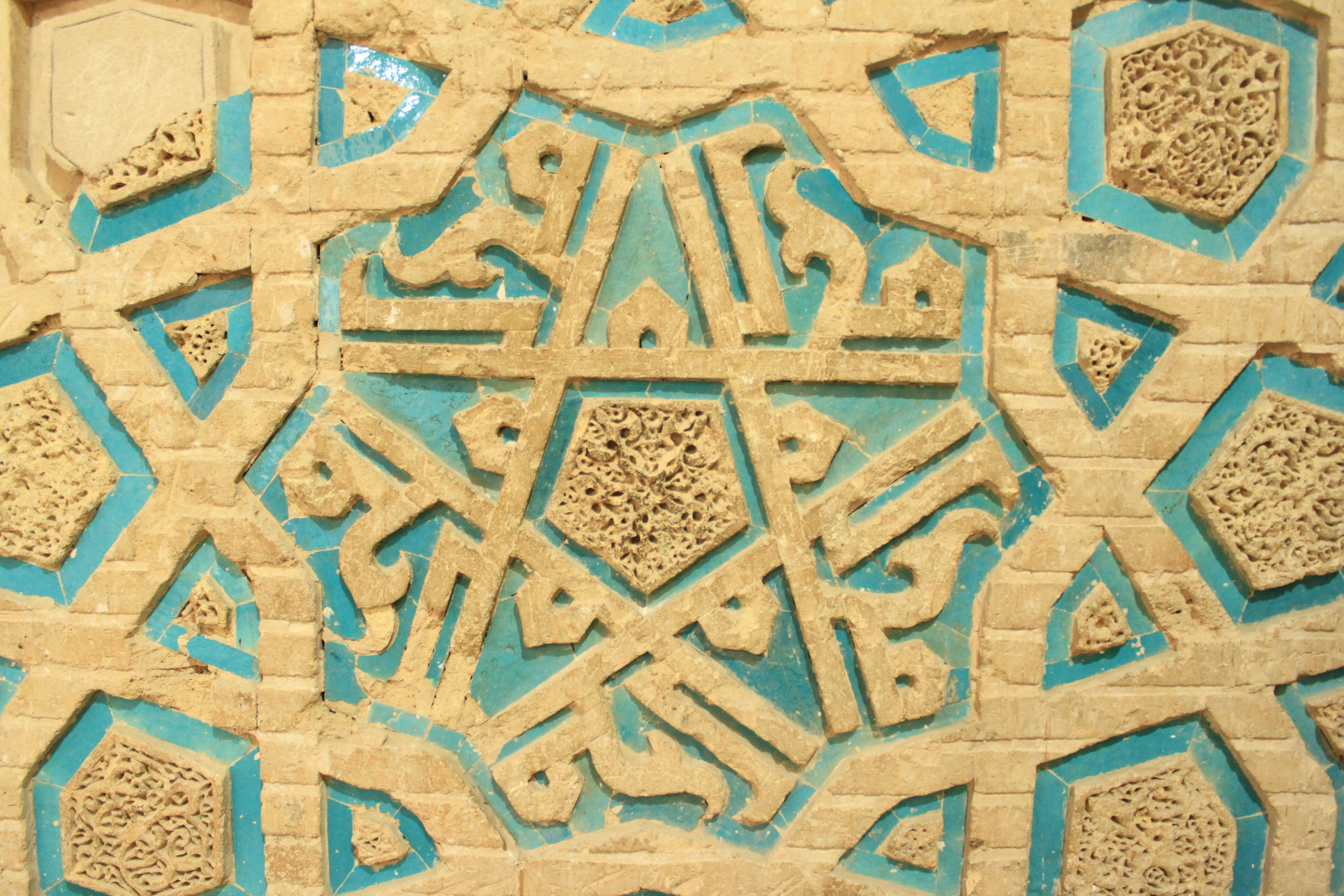
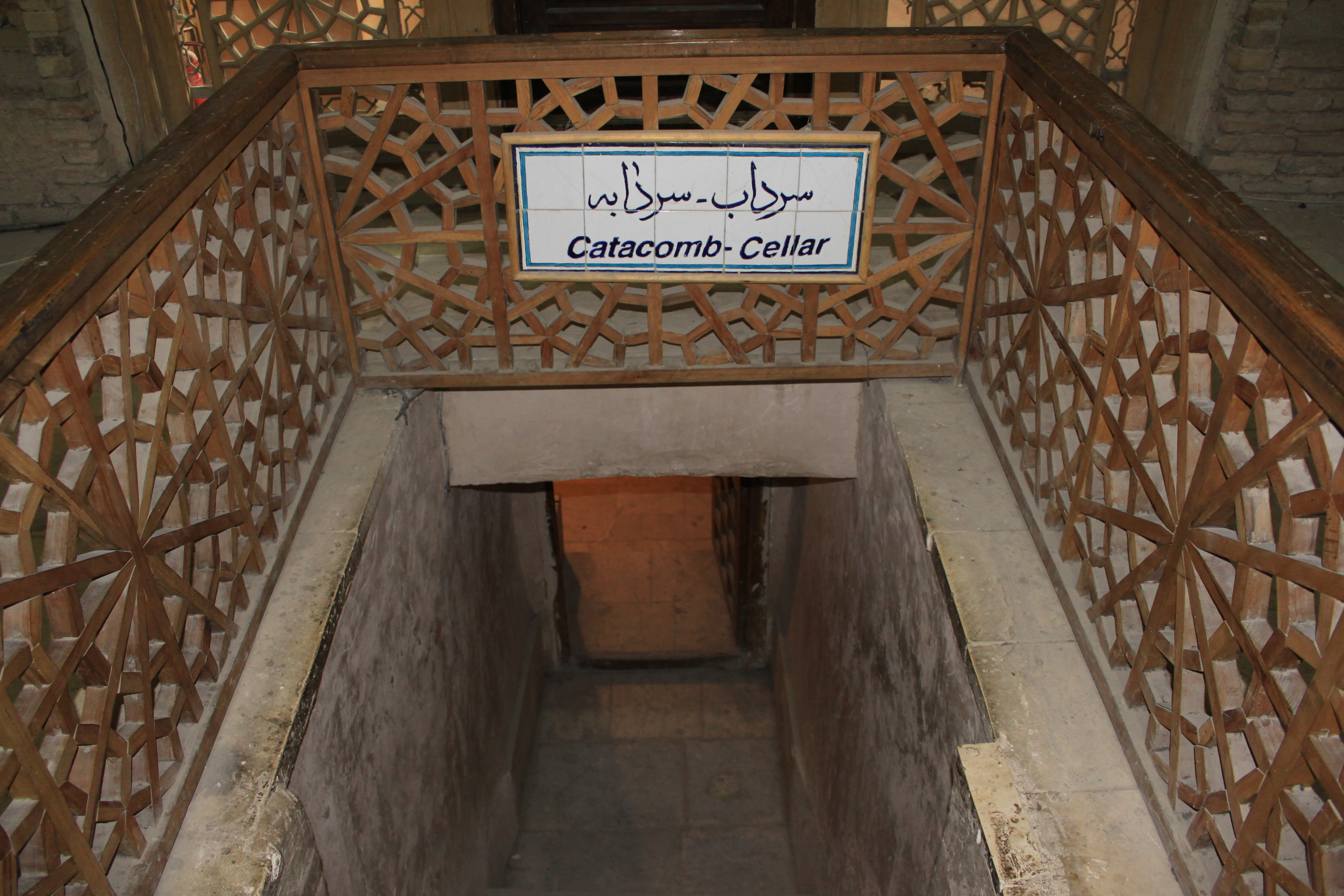
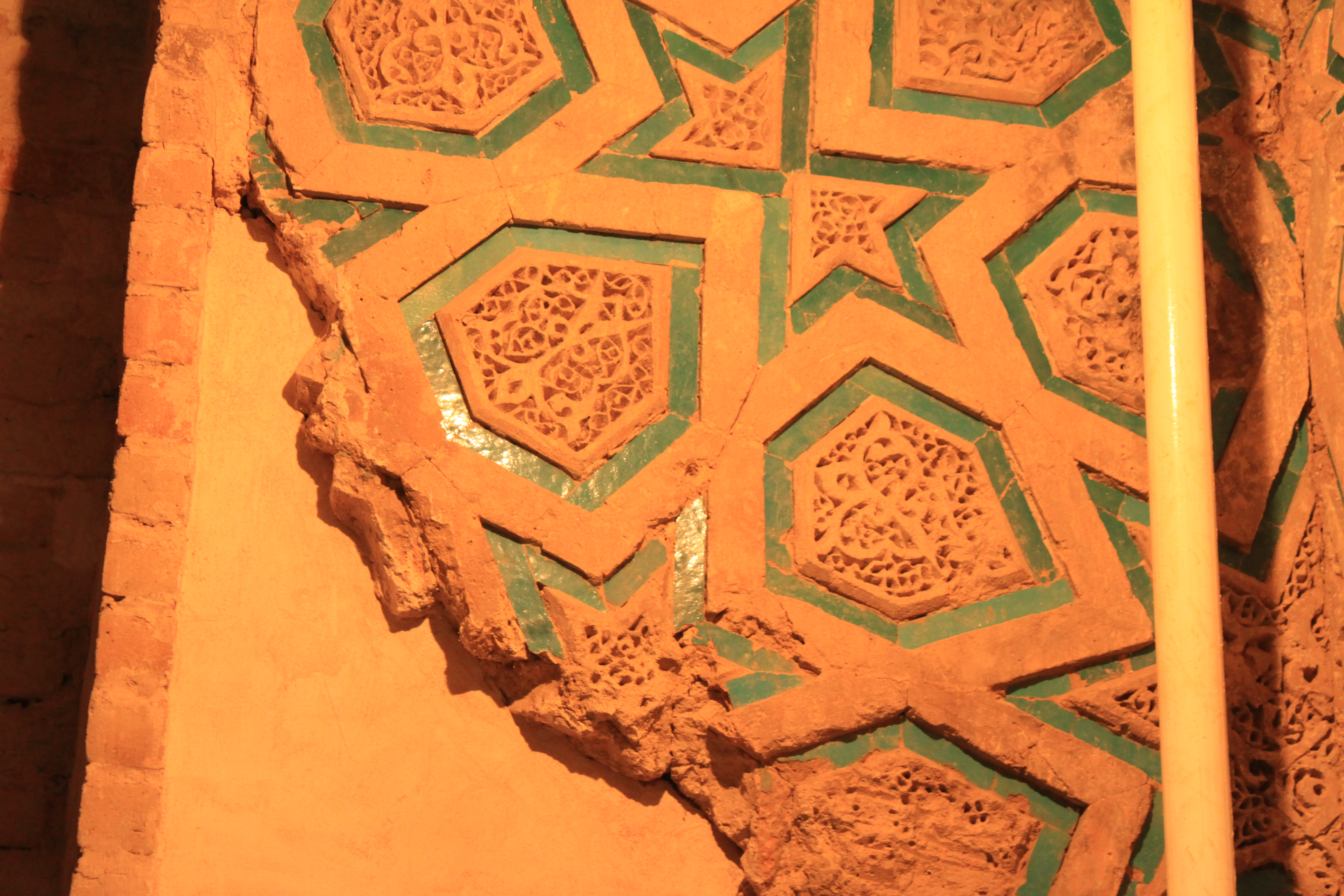
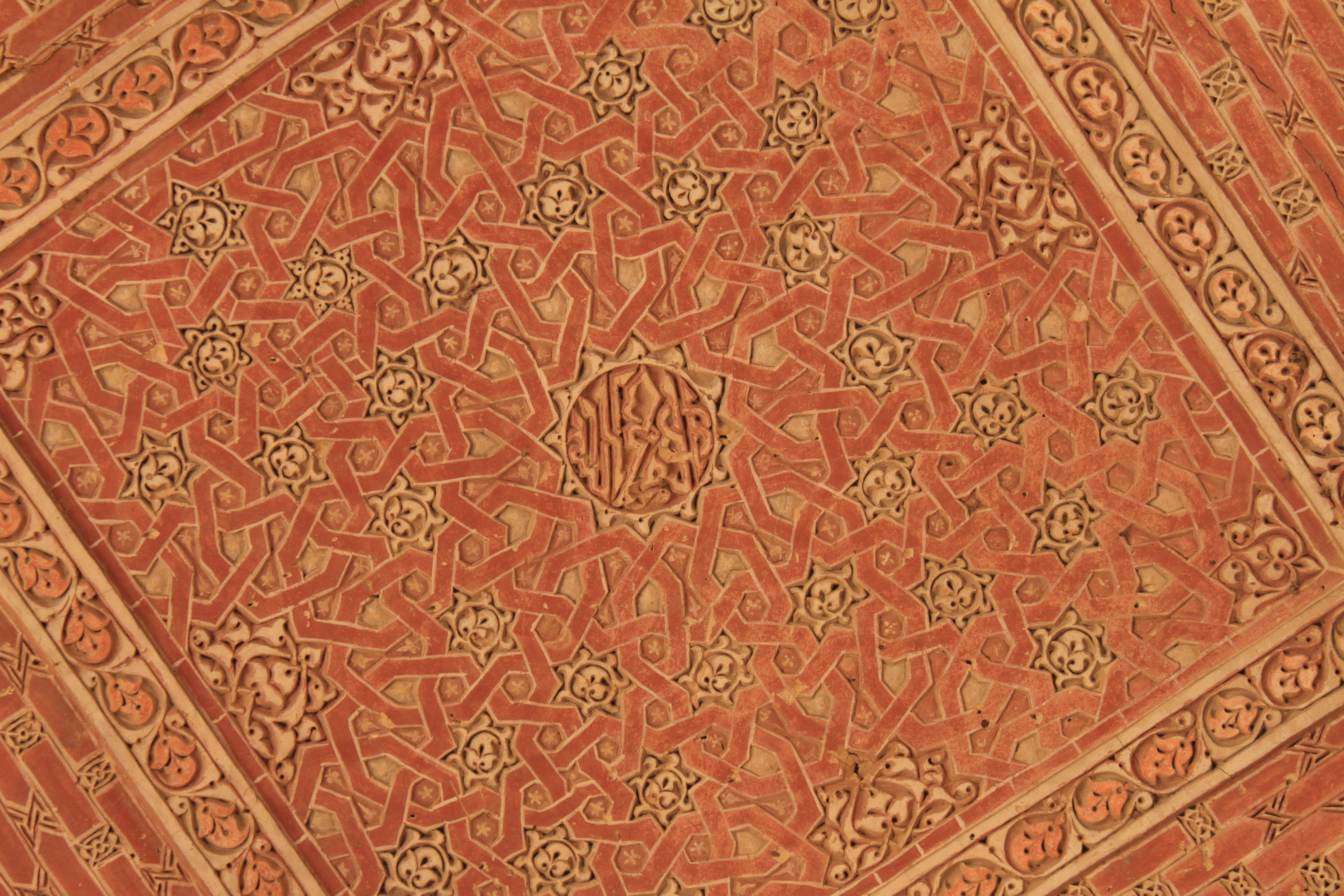
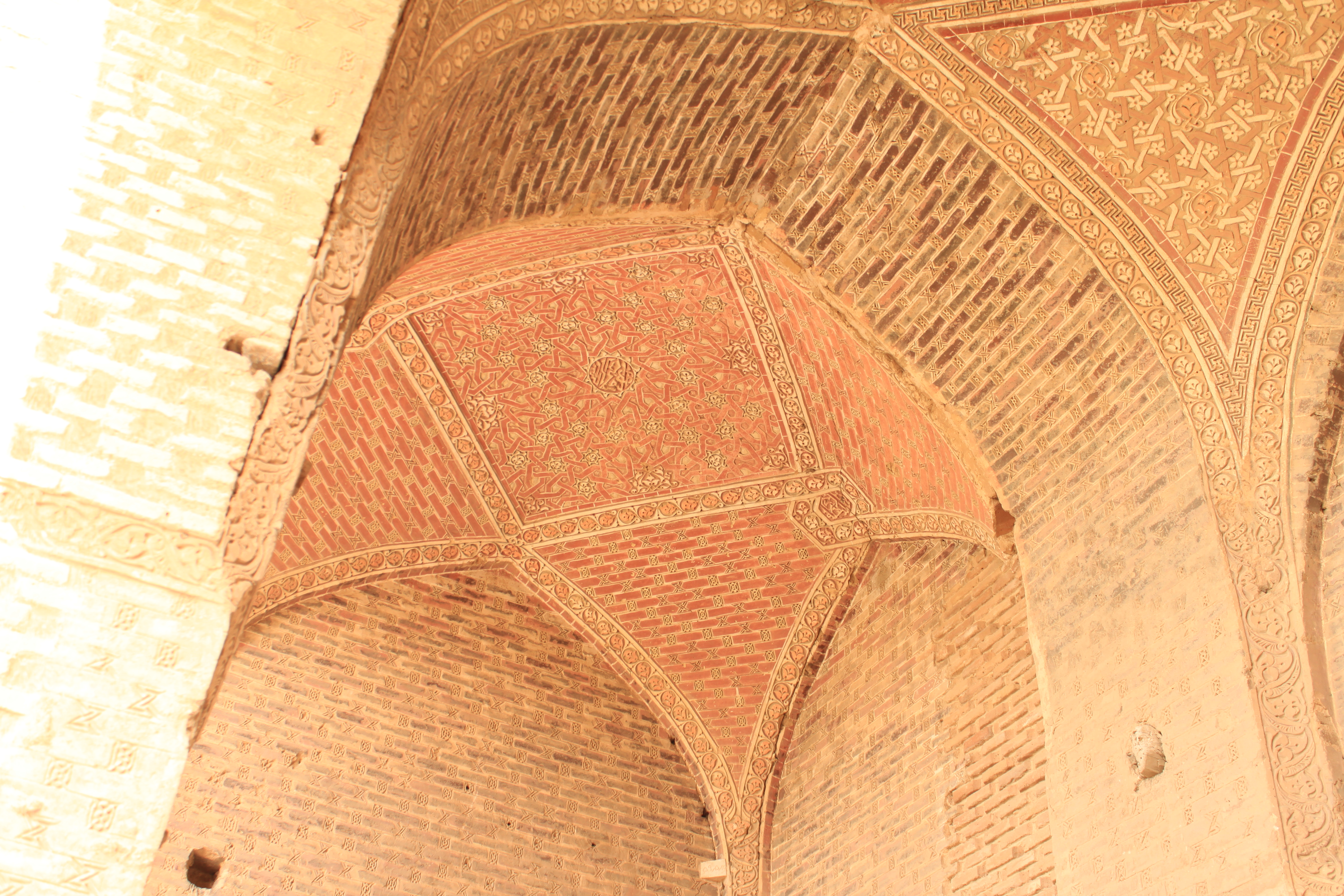
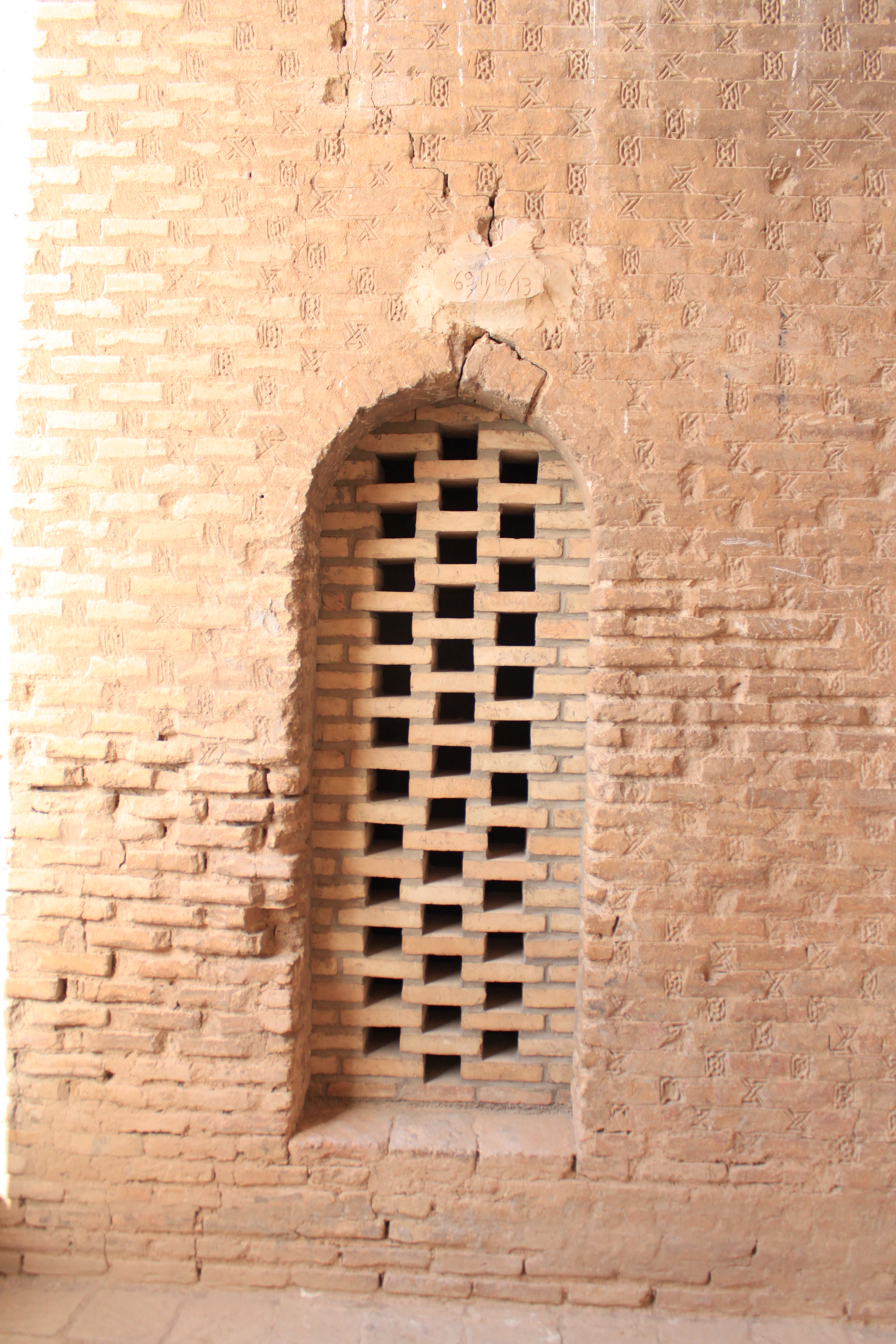
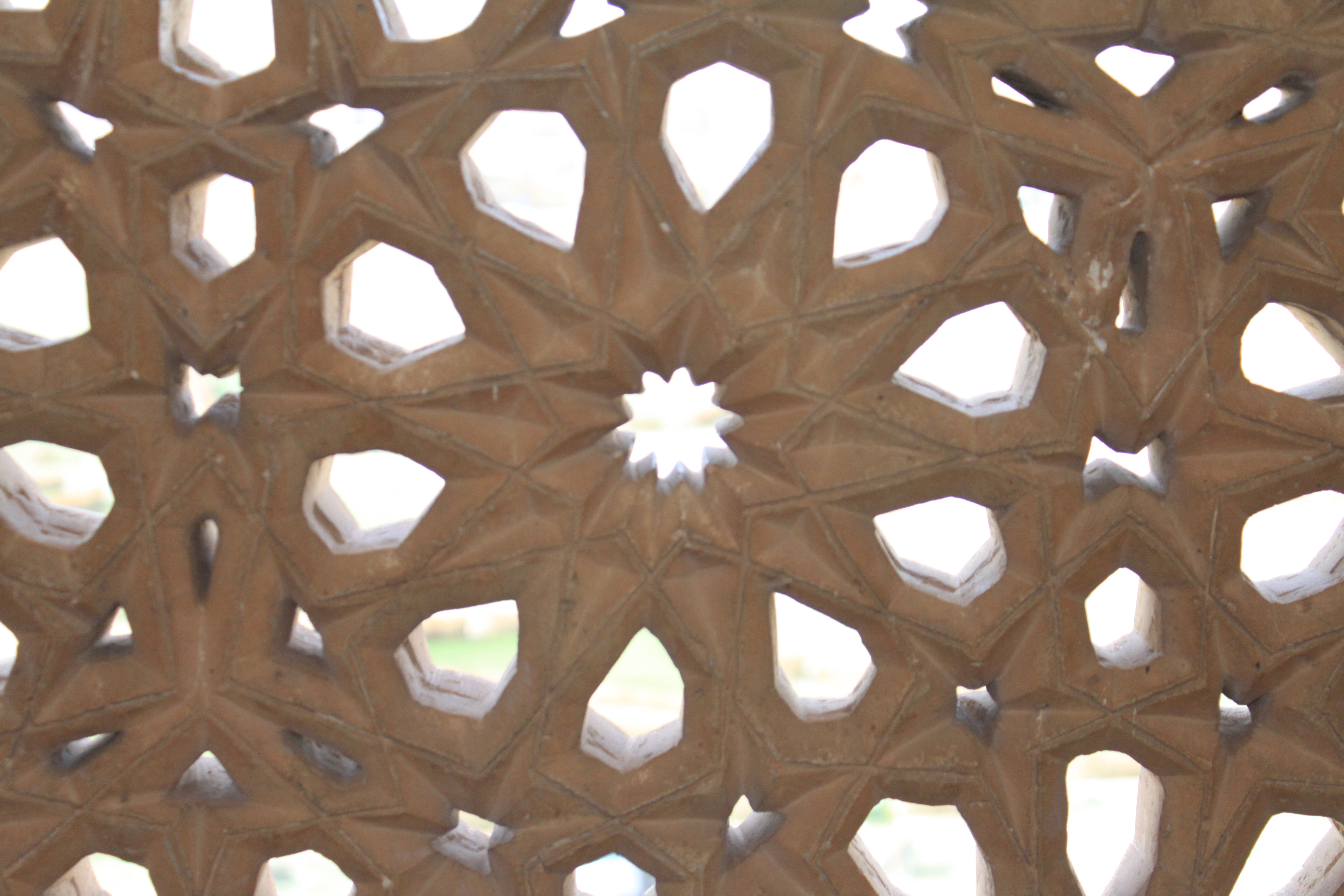
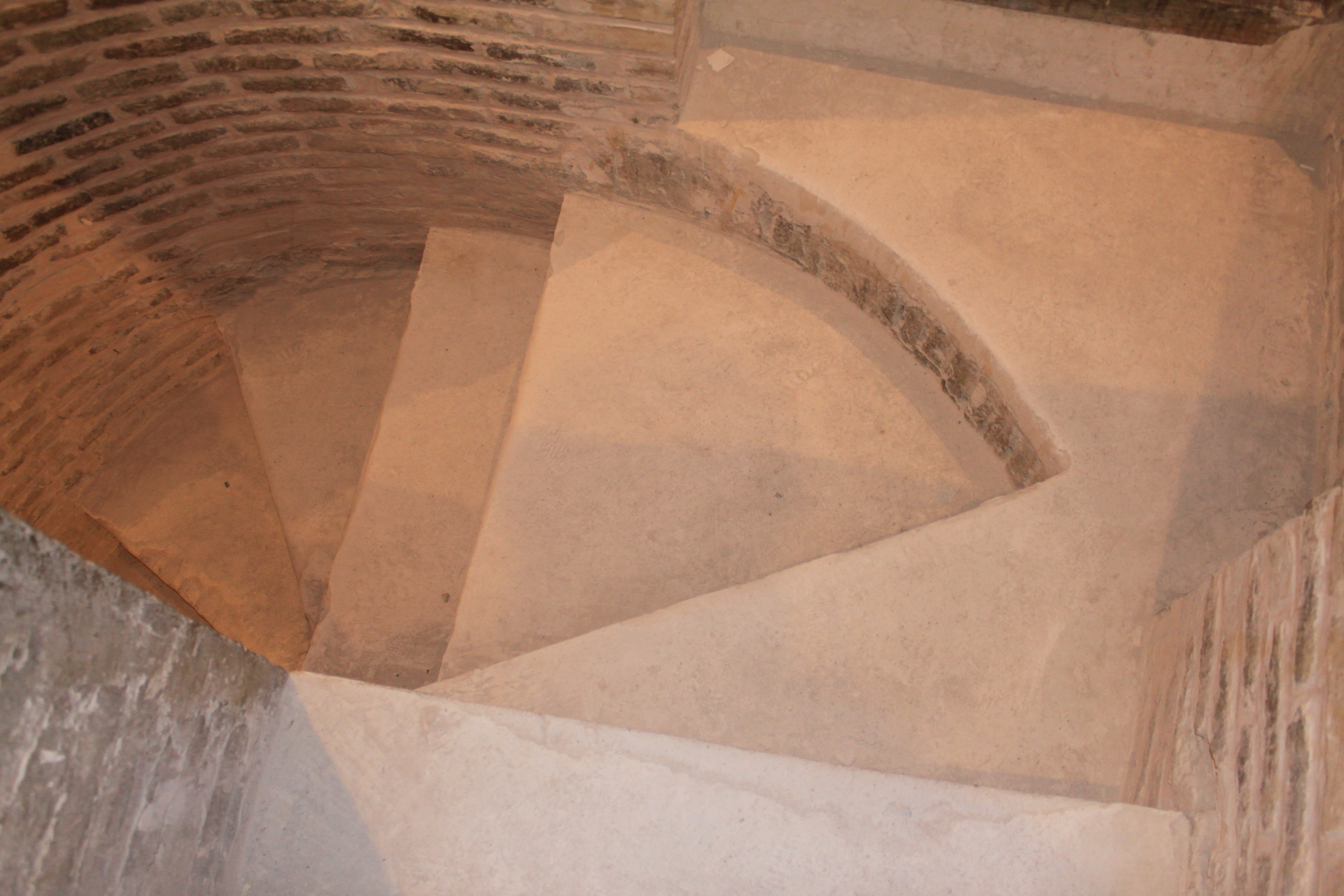
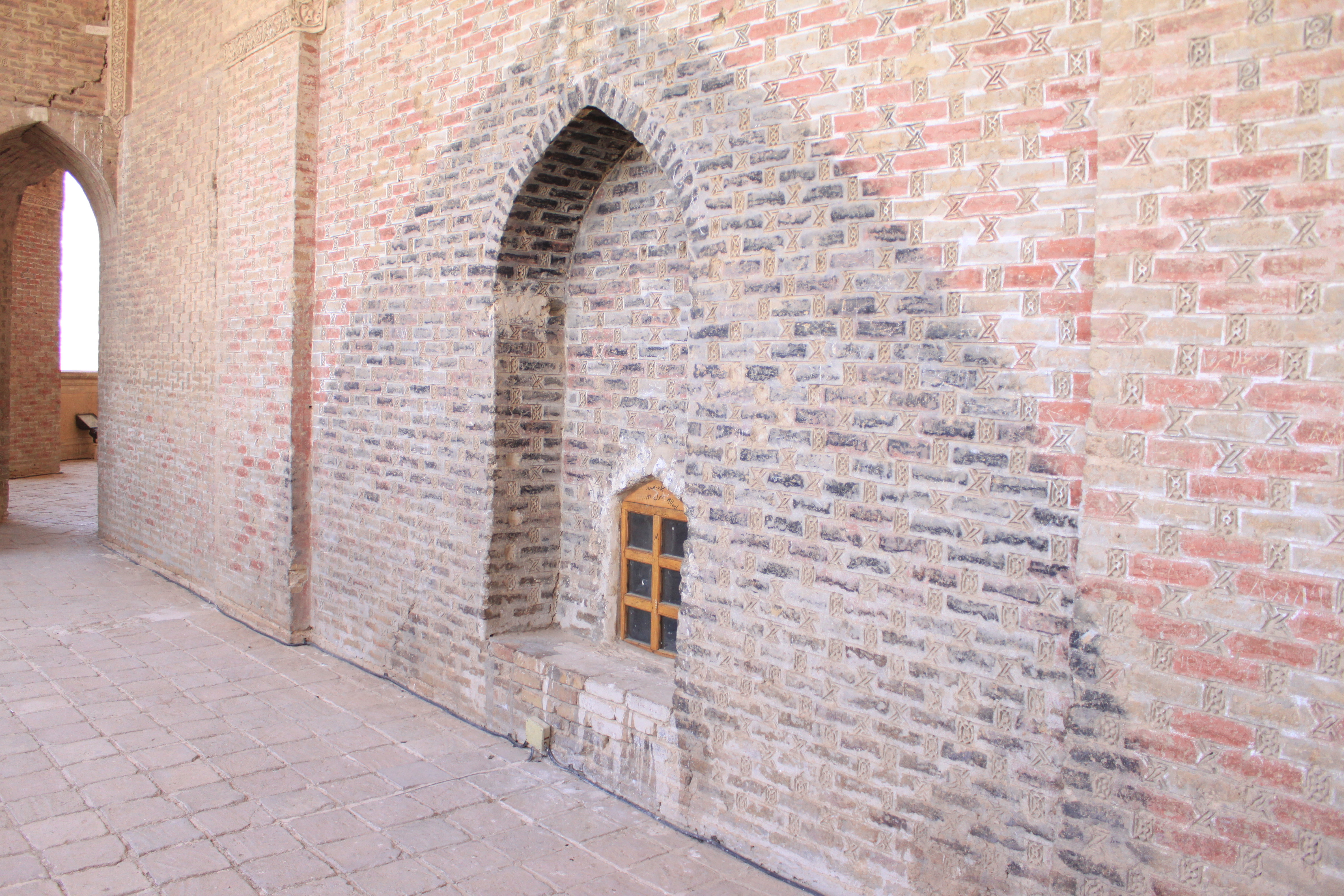
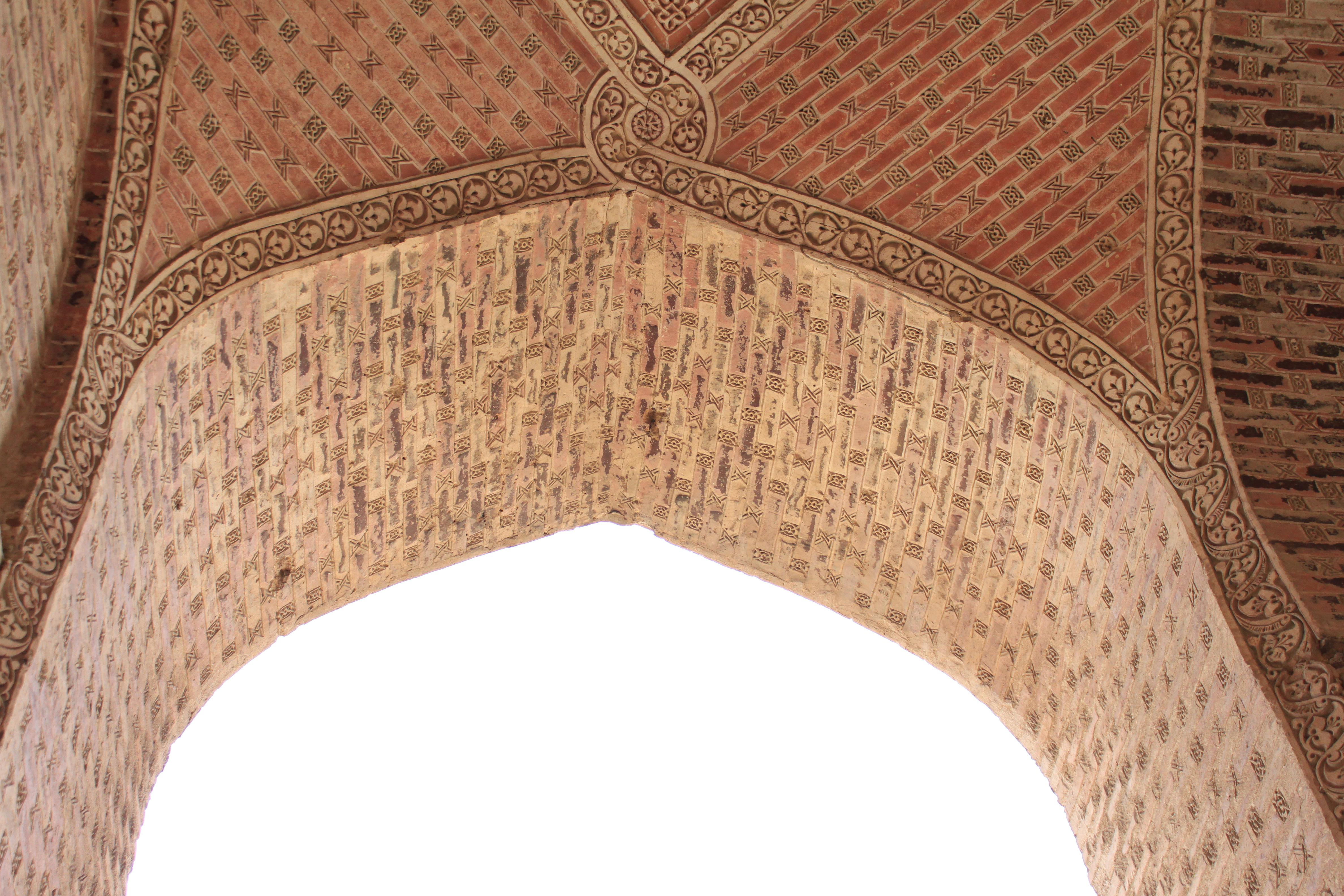
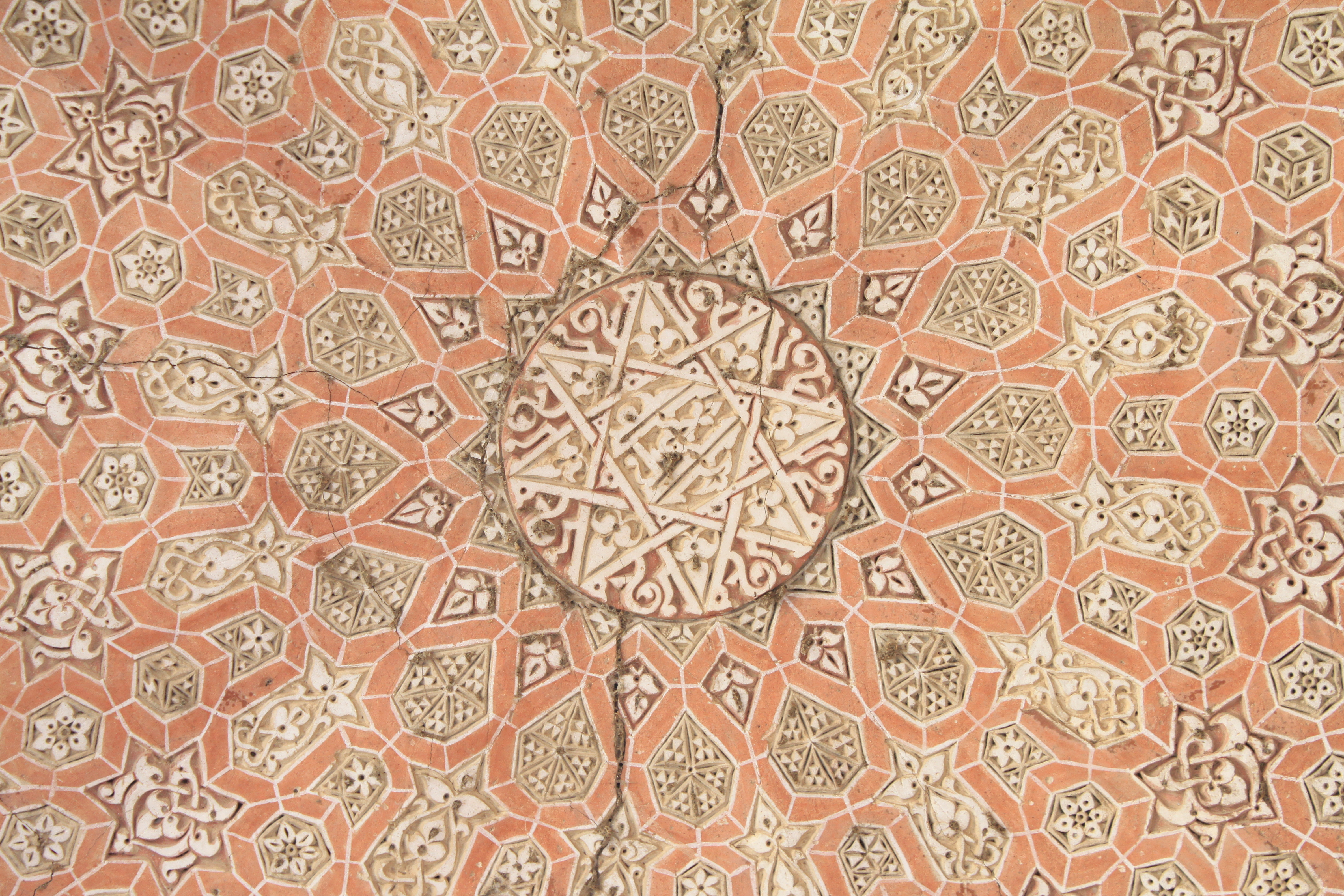
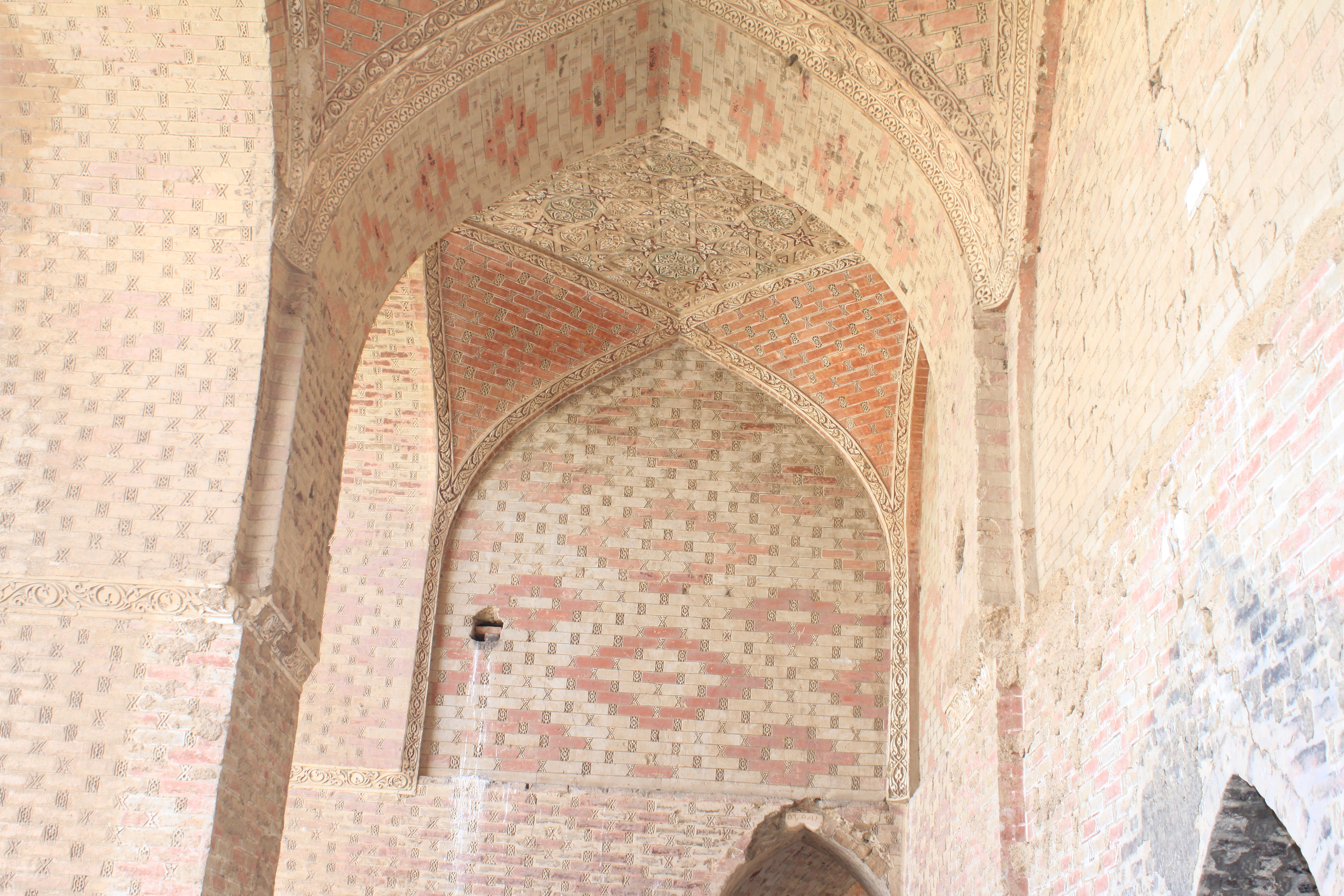
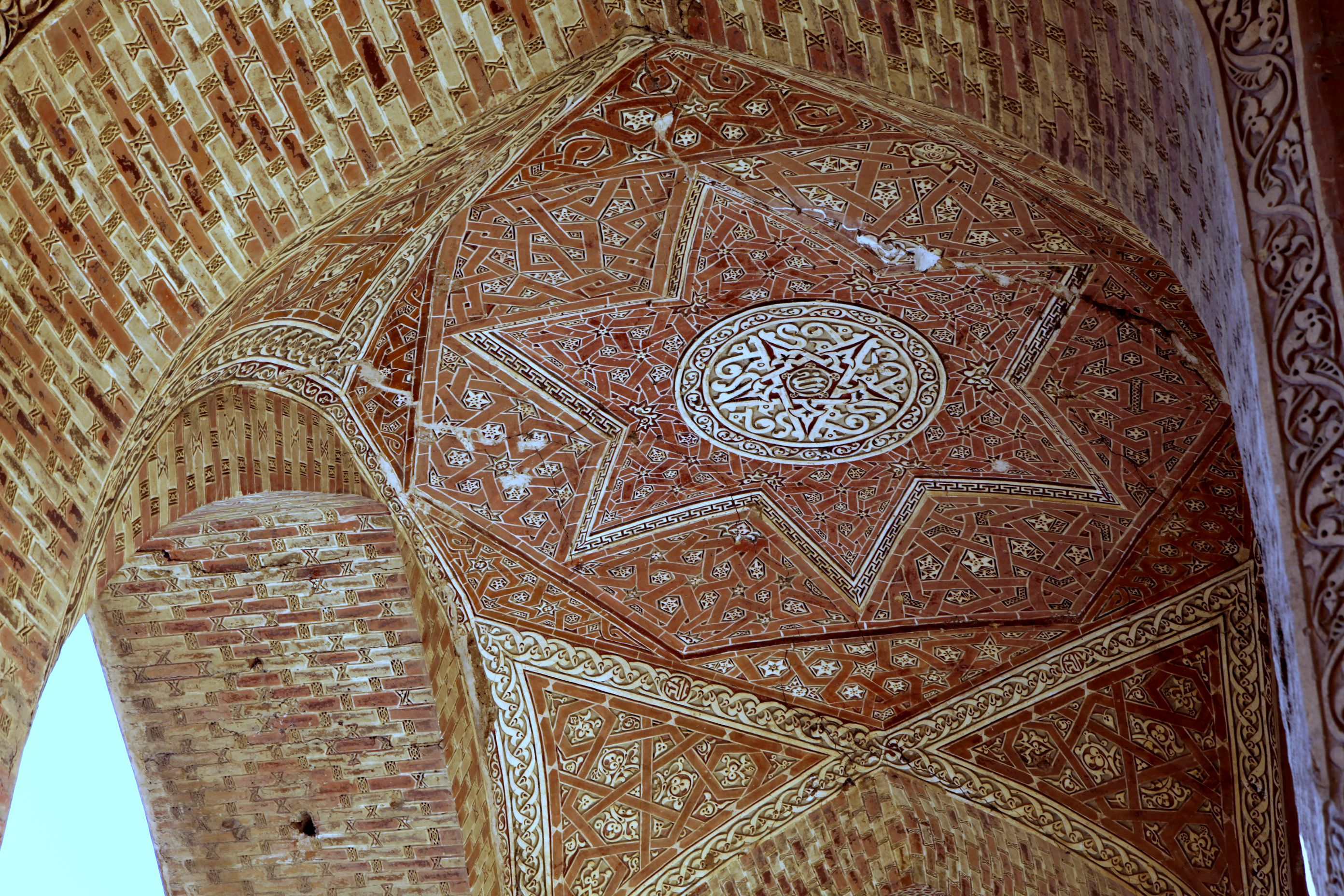
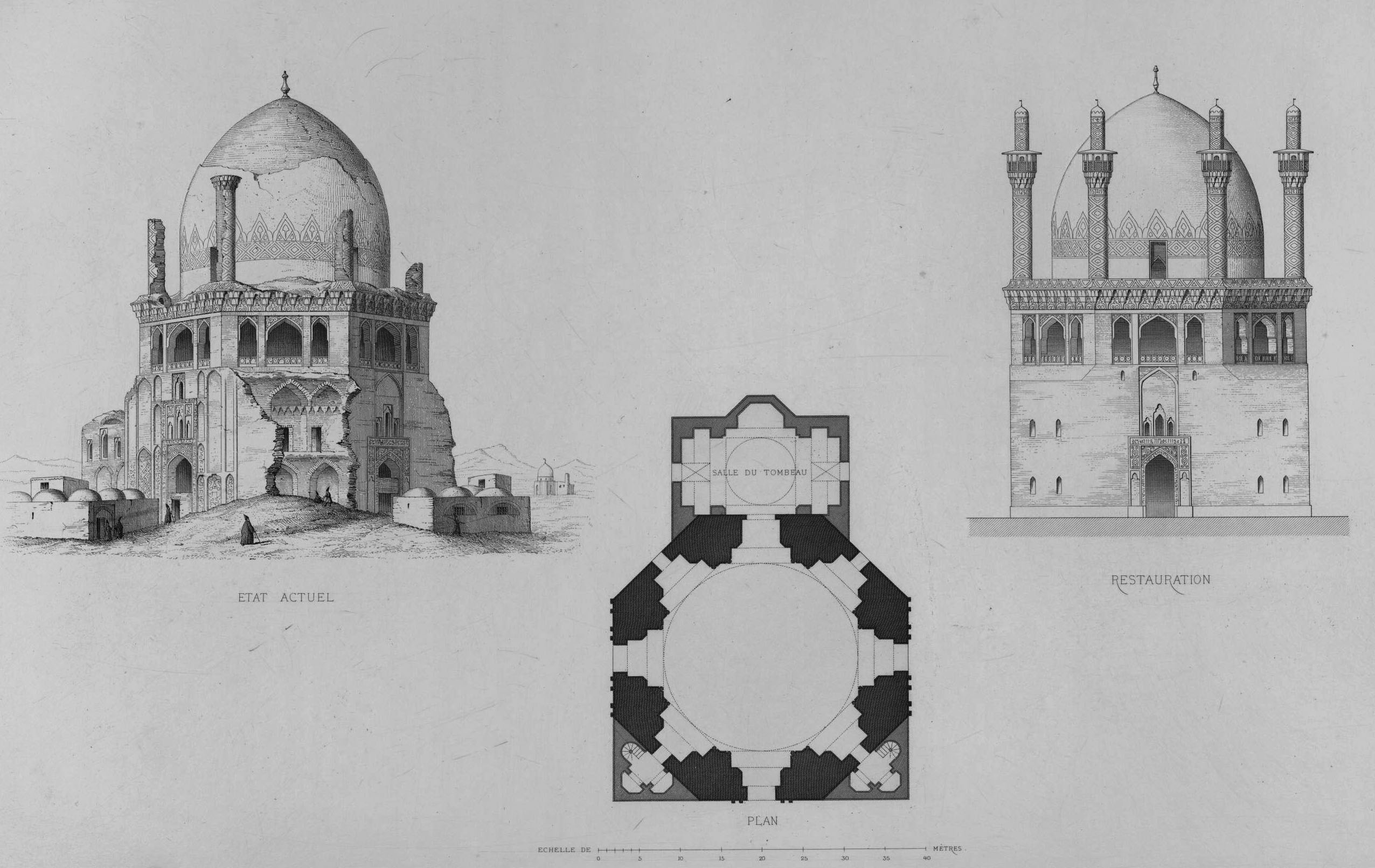
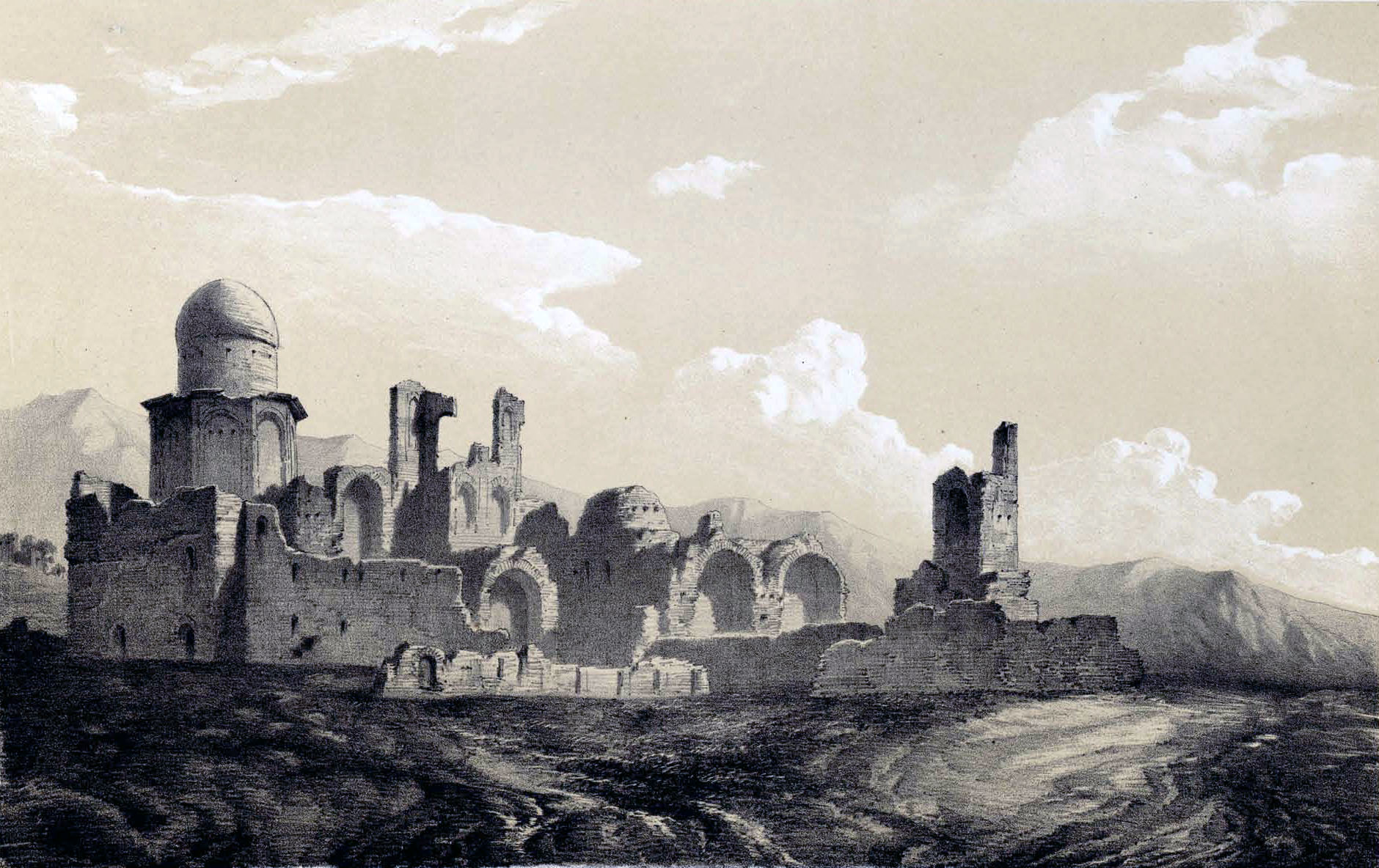
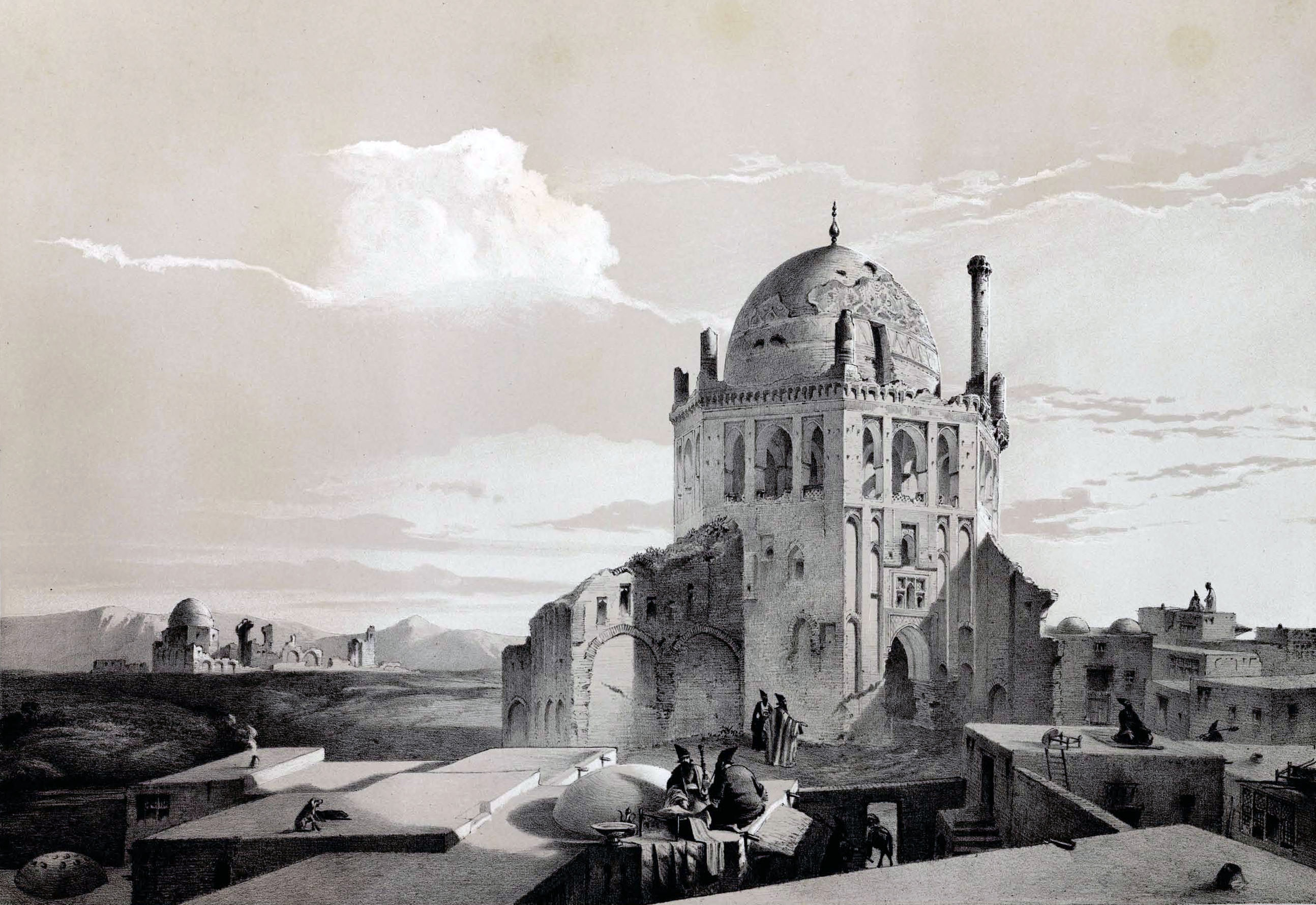
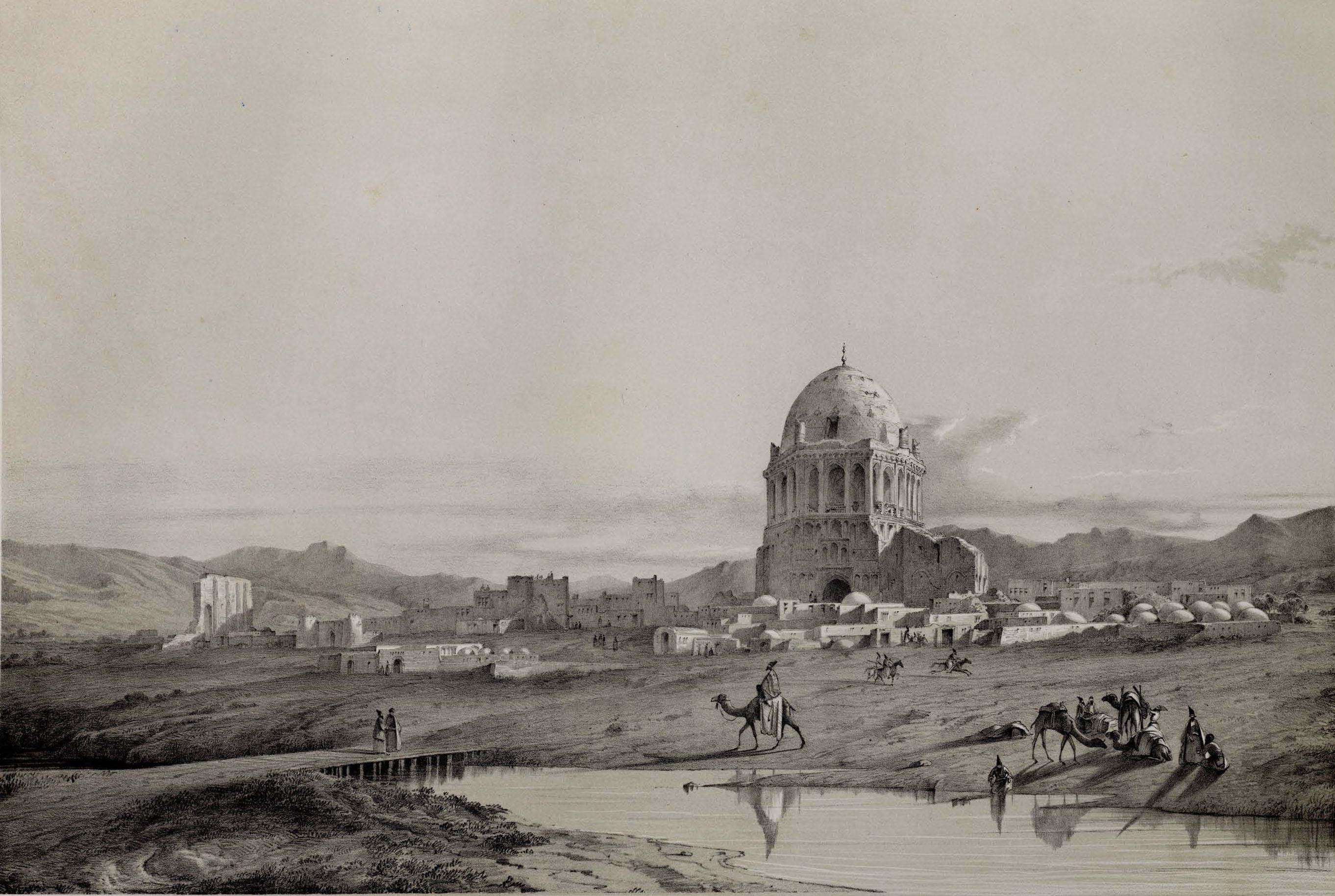
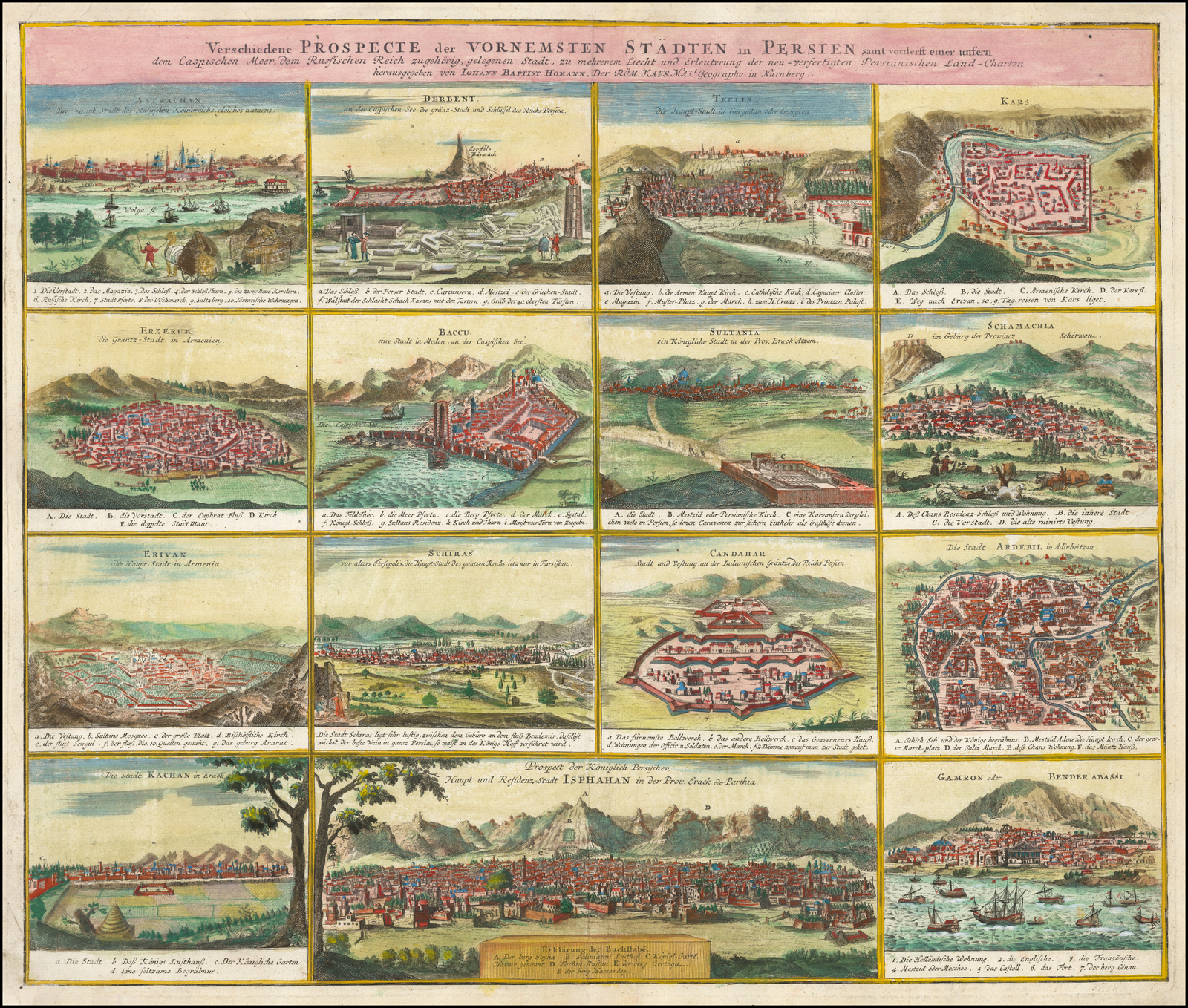
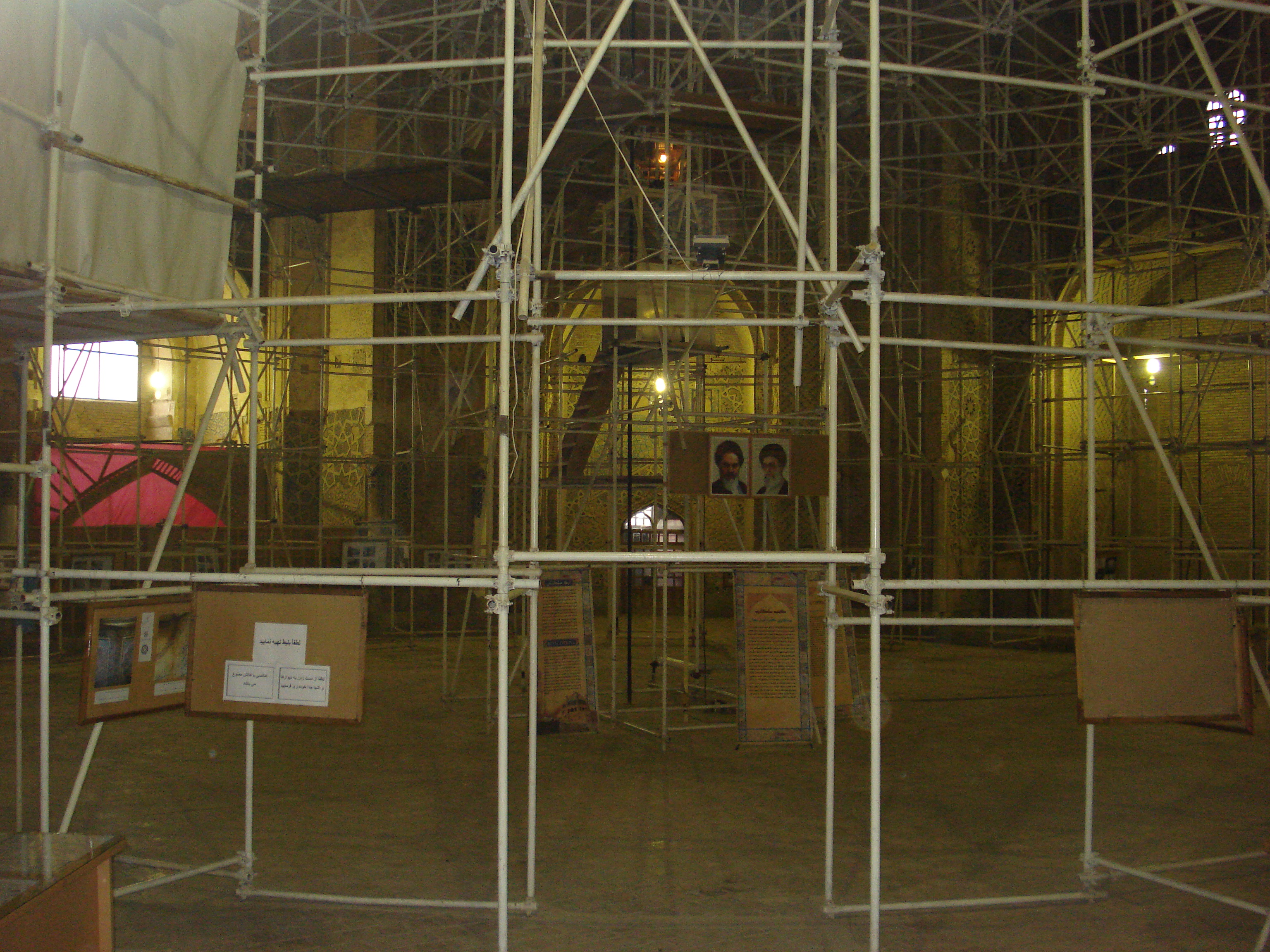
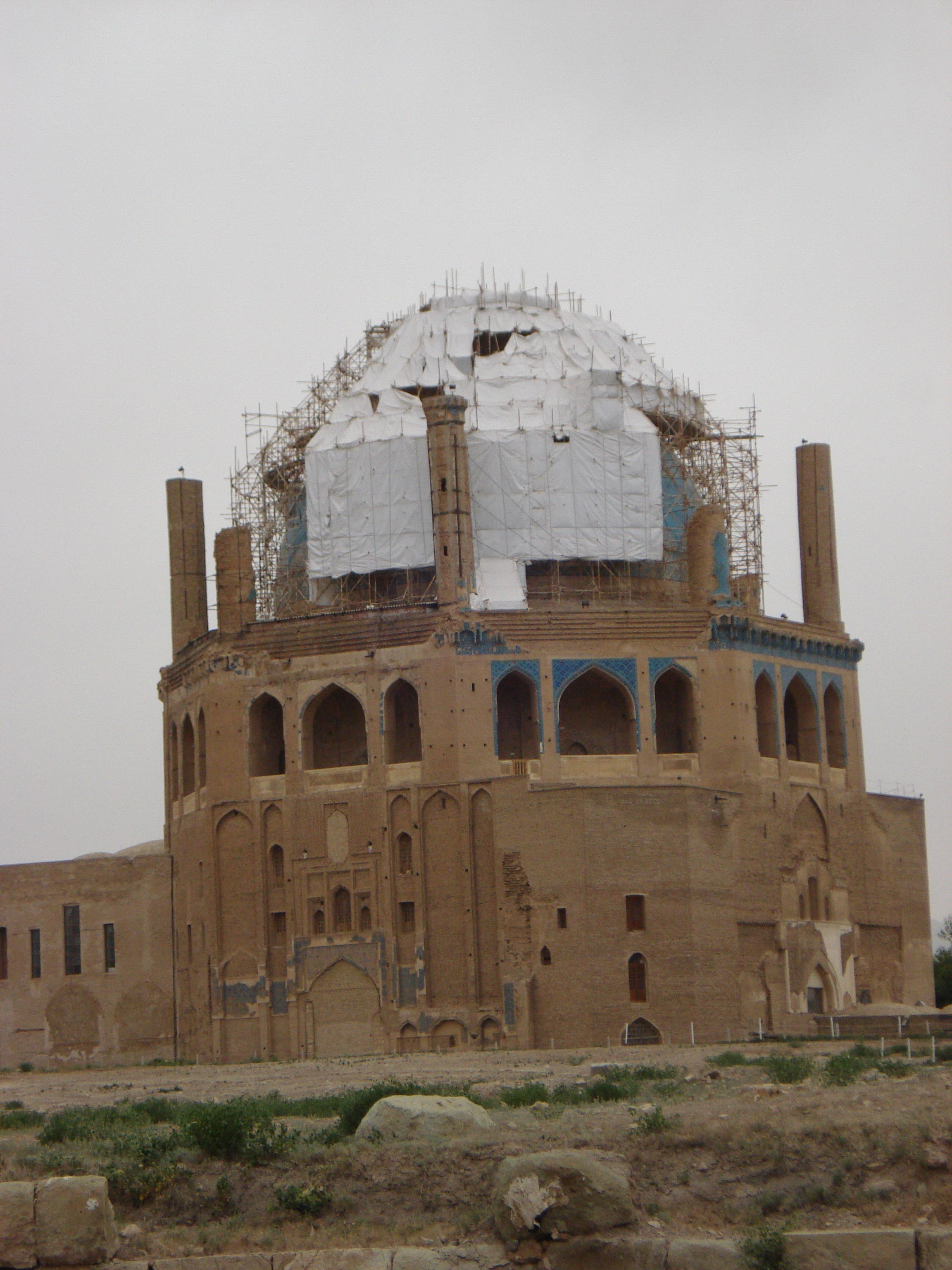
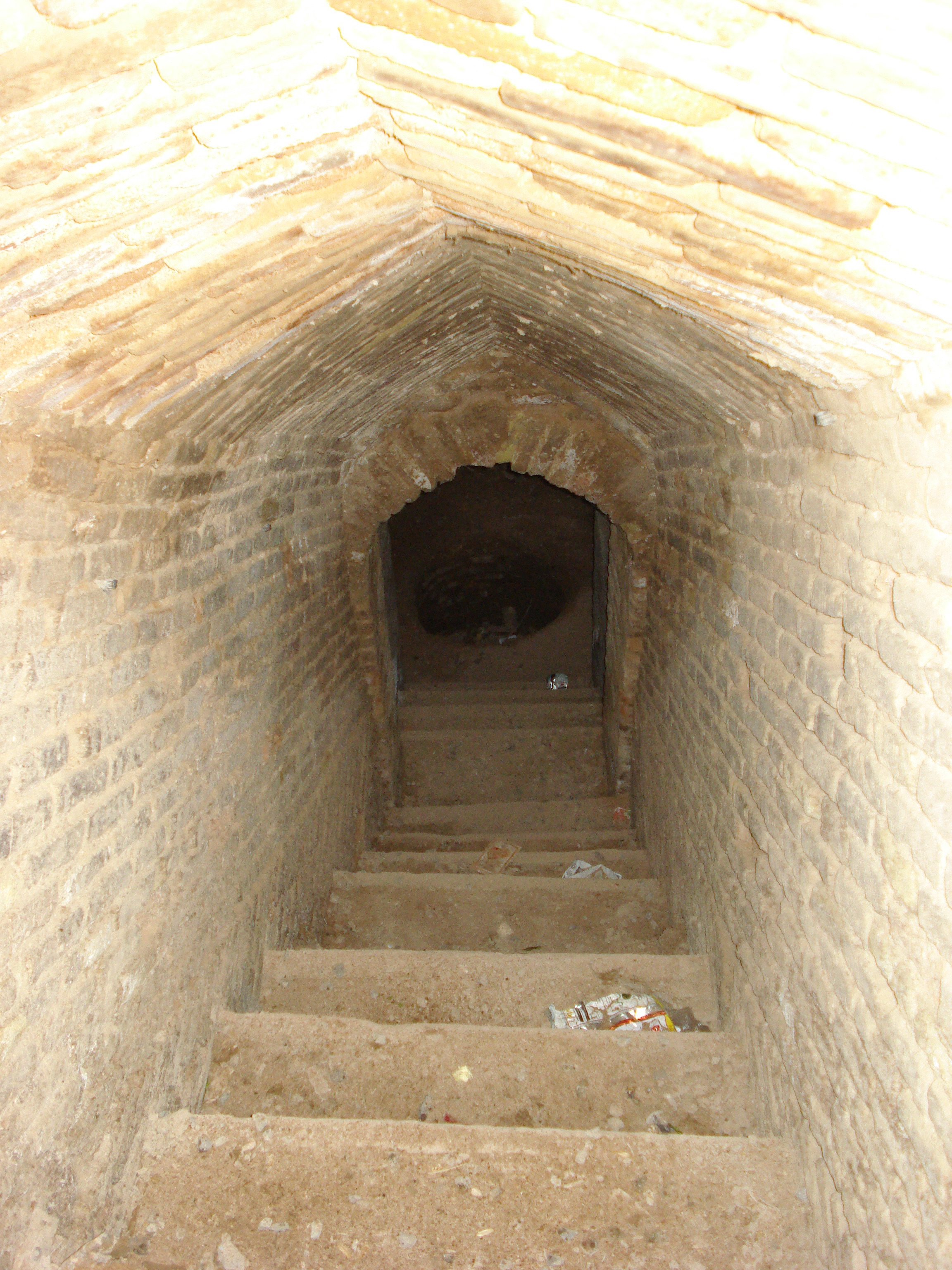
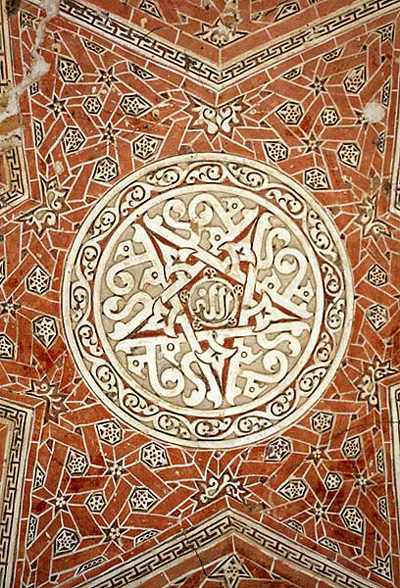
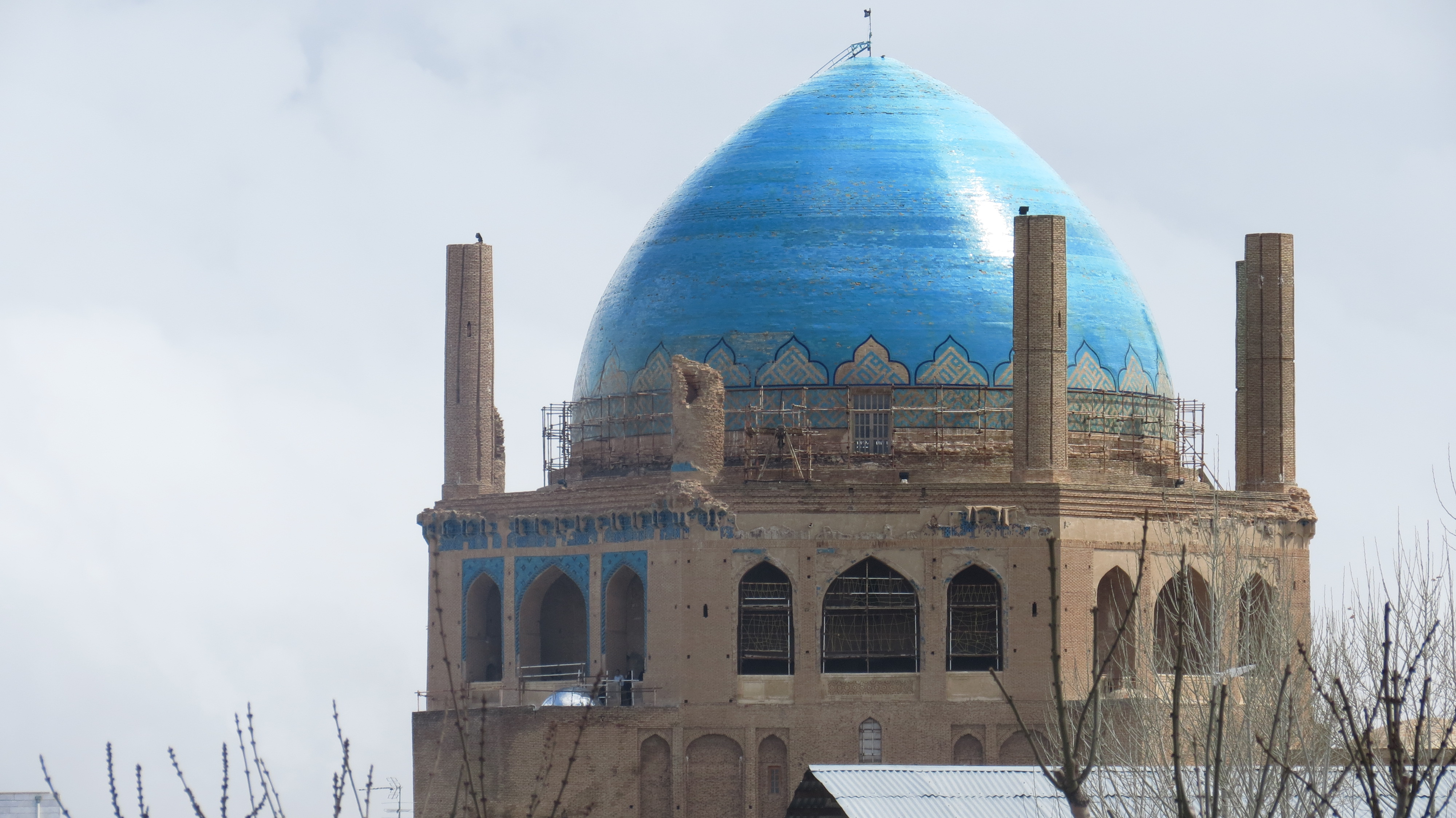
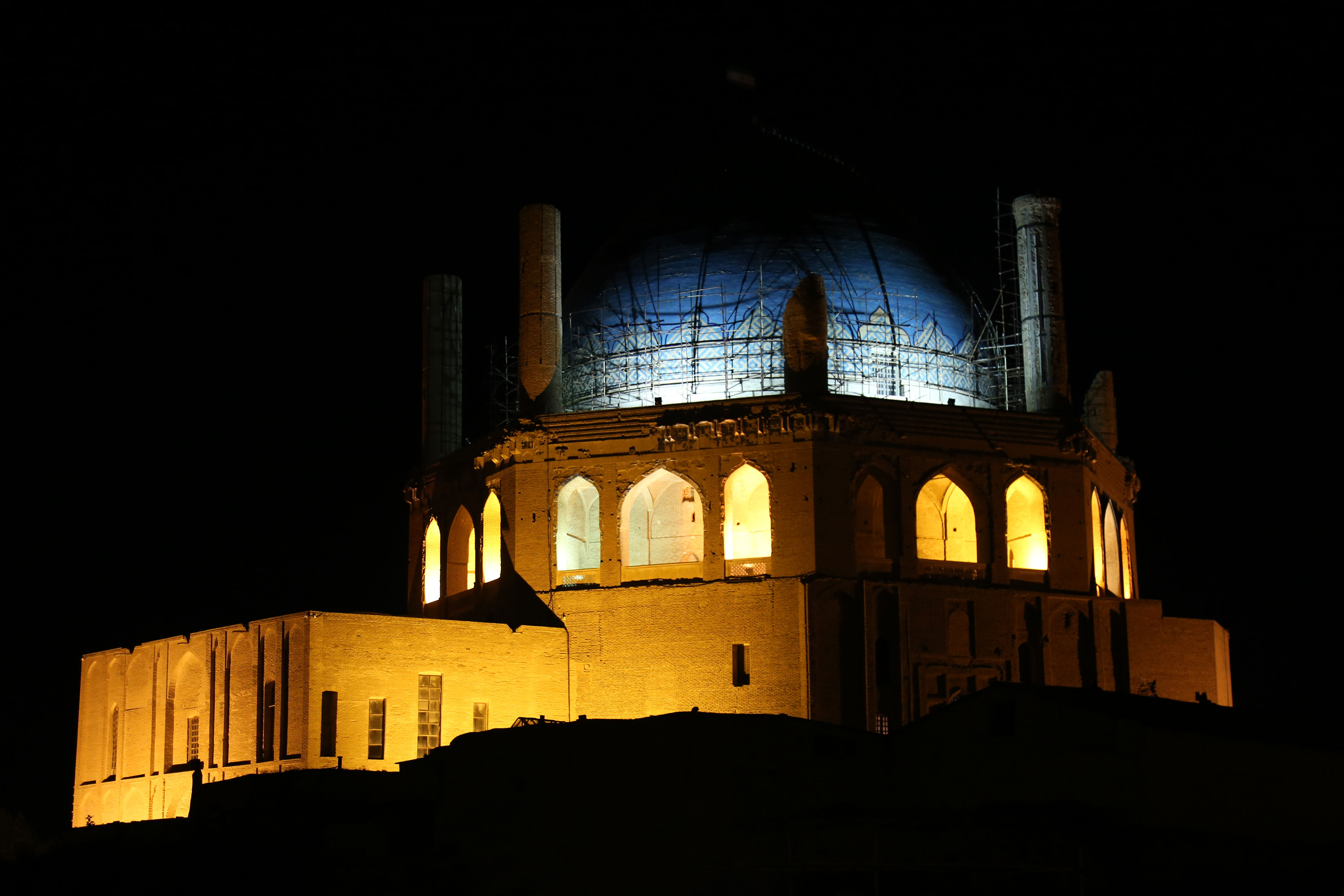
گنبد سلطانیه،‌ زنجان
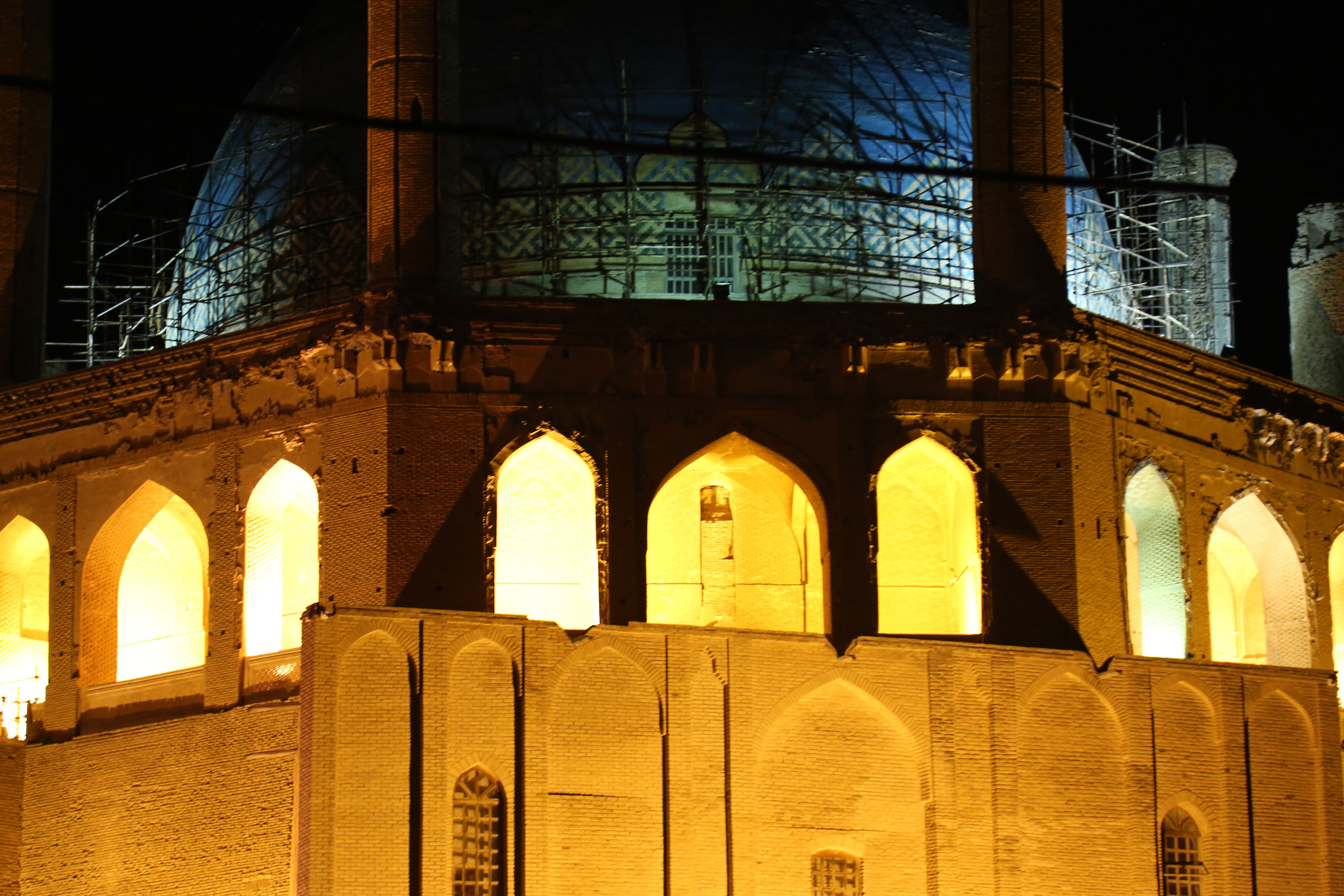
گنبد سلطانیه،‌ زنجان